# 第39回ジャパンカップ
第39回ジャパンカップ（だい39かいジャパンカップ、39th JAPAN CUP）は、2019年11月24日に東京競馬場で施行された競馬の競走である。スワーヴリチャードが優勝した。
2019年に死亡したディープインパクトを記念して、副題に「ディープインパクトメモリアル」を冠して施行された。

## 外国馬の不参加
ジャパンカップ創設以来初めて外国調教馬の出走がなく、すべて日本調教馬の15頭による競走となった。
2019年10月10日にJRAが発表した予備登録馬は以下の27頭で、内訳はアイルランドから7頭、イギリスから5頭、フランス、ドイツから1頭ずつ、アメリカ合衆国から4頭、オーストラリアから9頭。
| 調教国         | 調教師           | 馬名（日本名）         | 生産国       | 性齢 | 主な実績 | 主な実績       | 主な実績                          | 主な実績 | 通算成績 | 出否 |
| 調教国         | 調教師           | 馬名（日本名）         | 生産国       | 性齢 | 格       | 開催           | 名称                              | 着順     | 通算成績 | 出否 |
| -------------- | ---------------- | ---------------------- | ------------ | ---- | -------- | -------------- | --------------------------------- | -------- | -------- | ---- |
| アイルランド   | A.オブライエン   | アンソニーヴァンダイク | アイルランド | 牡3  | G1       | イギリス       | イギリスダービー                  | 1着      | 12戦5勝  | 辞退 |
| アイルランド   | A.オブライエン   | ハンティングホーン     | アイルランド | 牡4  | G3       | イギリス       | ハンプトンコートS                 | 1着      | 21戦2勝  | 辞退 |
| アイルランド   | A.オブライエン   | キューガーデンズ       | アイルランド | 牡4  | G1       | フランス       | パリ大賞                          | 1着      | 16戦5勝  | 辞退 |
| アイルランド   | A.オブライエン   | マジカル               | アイルランド | 牝4  | G1       | アイルランド   | 愛チャンピオンS                   | 1着      | 20戦8勝  | 辞退 |
| アイルランド   | A.オブライエン   | マジックワンド         | アイルランド | 牝4  | G1       | アイルランド   | 愛チャンピオンS                   | 2着      | 18戦2勝  | 辞退 |
| アイルランド   | A.オブライエン   | サードラゴネット       | アイルランド | 牡3  | G3       | イギリス       | チェスターヴァーズ                | 1着      | 5戦2勝   | 辞退 |
| アイルランド   | D.ウェルド       | タルナワ               | アイルランド | 牝3  | G2       | アイルランド   | ブランドフォードS                 | 1着      | 9戦4勝   | 辞退 |
| イギリス       | C.アップルビー   | ガイヤース             | アイルランド | 牡4  | G1       | ドイツ         | バーデン大賞                      | 1着      | 8戦5勝   | 辞退 |
| イギリス       | I.ウィリアムズ   | ゴールドマウント       | イギリス     | 騸6  | G1       | 香港           | クイーンエリザベス2世C            | 2着      | 29戦8勝  | 辞退 |
| イギリス       | A.ボールディング | ピヴォワン             | アイルランド | 騸5  | 特になし | 特になし       | 特になし                          | 特になし | 22戦6勝  | 辞退 |
| イギリス       | C.フェローズ     | プリンスオブアラン     | イギリス     | 騸6  | G3       | オーストラリア | ホッサムH                         | 1着      | 35戦5勝  | 辞退 |
| イギリス       | E.ダンロップ     | レッドヴァードン       | アメリカ     | 騸6  | G3       | イギリス       | シルヴァーC                       | 1着      | 31戦7勝  | 辞退 |
| フランス       | G.ビエトリーニ   | グランドグローリー     | イギリス     | 牝3  | G1       | フランス       | フランスオークス                  | 3着      | 4戦2勝   | 辞退 |
| ドイツ         | W.ヒクスト       | アルーナク             | フランス     | 牡4  | G3       | ドイツ         | Preis der Sparkassen Finanzgruppe | 1着      | 12戦4勝  | 辞退 |
| アメリカ       | B.コックス       | アークロウ             | アメリカ     | 牡5  | G1       | アメリカ       | ジョーハーシュTC                  | 1着      | 23戦6勝  | 辞退 |
| アメリカ       | W.モット         | チャンネルメイカー     | カナダ       | 騸5  | G1       | アメリカ       | マンノウォーS                     | 1着      | 28戦5勝  | 辞退 |
| アメリカ       | T.アルバートラニ | サドラーズジョイ       | アメリカ     | 牡6  | G1       | アメリカ       | ソードダンサーS                   | 2着      | 25戦6勝  | 辞退 |
| アメリカ       | R.アトフィールド | ティズアスラム         | カナダ       | 牡5  | G2       | カナダ         | ニジンスキーS                     | 1着      | 27戦9勝  | 辞退 |
| オーストラリア | J.カミングス     | アヴィリオス           | イギリス     | 騸5  | G1       | オーストラリア | ジョージメインS                   | 1着      | 21戦11勝 | 辞退 |
| オーストラリア | K.リース         | ビッグデューク         | アイルランド | 騸7  | G1       | オーストラリア | タンクレッドS                     | 2着      | 39戦7勝  | 辞退 |
| オーストラリア | C.ウォーラー     | フィンシュ             | イギリス     | 騸5  | G3       | フランス       | ルー賞                            | 1着      | 13戦4勝  | 辞退 |
| オーストラリア | M.ウィリアムズ   | ゲイローチョップ       | フランス     | 騸8  | G1       | オーストラリア | ランヴェットS                     | 1着      | 31戦13勝 | 辞退 |
| オーストラリア | C.ウォーラー     | キングズウィルドリーム | アイルランド | 騸5  | G1       | オーストラリア | ターンブルS                       | 1着      | 17戦7勝  | 辞退 |
| オーストラリア | K.リース         | ムスタジアー           | イギリス     | 騸6  | G1       | アイルランド   | タタソールズGC                    | 3着      | 19戦4勝  | 辞退 |
| オーストラリア | K.リース         | レッドカーディナル     | アイルランド | 騸7  | G2       | ドイツ         | オレアンダーレネン                | 1着      | 22戦7勝  | 辞退 |
| オーストラリア | A.トリンダー     | ミスティックジャーニー | アイルランド | 牝4  | G1       | オーストラリア | オーストラリアンギニー            | 1着      | 16戦11勝 | 辞退 |
| オーストラリア | P.プレスカー     | トルセドー             | アイルランド | 騸7  | G3       | イギリス       | サガロS                           | 1着      | 23戦5勝  | 辞退 |

このうち最後まで出走の見込みがあったのが、プリンスオブアランだった。11月8日、G1メルボルンカップで2着となった後、調教師のチャーリー・フェローズがジャパンカップに出走することを公表。自身のTwitterにて「プリンスオブアランはパスポートにスタンプを増やします。次のスタートは24日に日本で。メルボルンカップをきちんと走り切った彼は月曜（11月11日）にも日本へ向かいます」とし、「日本のトップ騎手か、コースをよく知るイギリスの騎手を起用したい」と発表していた。
しかし翌11月9日、プリンスオブアランはゲート内で落ち着かせるために使用する「バリアブランケット」が日本では使用不可能であることから、出走を断念することとなった。同馬の回避により、予備登録のあった全ての外国馬がジャパンカップに出走しないことになった。JRAの国際担当理事は「非常に残念。今後盛り上げることができるよう努力してまいりたい」と発言した。
ジャパンカップ直前の11月22日、東京都港区のコンラッド東京で180人の世界13か国の競馬主催者、出走馬関係者を招いてウェルカムパーティーが行われた。パーティーの始めにJRAの後藤正幸理事長は、外国調教馬が不在のジャパンカップとなった理由として「検疫の問題」「馬場構造の違い」「各国主催者間の競争の激化」「日本（調教）馬の資質の向上」を挙げるスピーチを英語で行った。

### 外国調教馬の成績
| 回数   | 施行年 | 競馬場 | 優勝馬             | 性齢 | 所属 | タイム | 優勝騎手     | 頭数 | 頭数     | 頭数              | 外国馬最先着 | 外国馬最先着       | 外国馬最先着 | 外国馬最先着 | 出典   |
| 回数   | 施行年 | 競馬場 | 優勝馬             | 性齢 | 所属 | タイム | 優勝騎手     | 全馬 | 内外国馬 | 備考              | 調教国       | 馬名               | 着順         | 着差         | 出典   |
| ------ | ------ | ------ | ------------------ | ---- | ---- | ------ | ------------ | ---- | -------- | ----------------- | ------------ | ------------------ | ------------ | ------------ | ------ |
| 第25回 | 2005年 | 東京   | アルカセット       | 牡5  | GBR  | 2:22.1 | L.デットーリ | 18   | 6        | [ 注 2 ]          | GBR          | アルカセット       | 1着          |              | [ 15 ] |
| 第26回 | 2006年 | 東京   | ディープインパクト | 牡4  | JRA  | 2:25.1 | 武豊         | 11   | 2        | [ 注 3 ]          | GBR          | ウィジャボード     | 3着          | 0.4          | [ 16 ] |
| 第27回 | 2007年 | 東京   | アドマイヤムーン   | 牡4  | JRA  | 2:24.7 | 岩田康誠     | 18   | 4        | [ 注 4 ]          | GBR          | ペイパルブル       | 7着          | 0.8          | [ 17 ] |
| 第28回 | 2008年 | 東京   | スクリーンヒーロー | 牡4  | JRA  | 2:25.5 | M.デムーロ   | 18   | 4        | [ 注 5 ] [ 注 6 ] | GBR          | パープルムーン     | 9着          | 0.6          | [ 18 ] |
| 第29回 | 2009年 | 東京   | ウオッカ           | 牝5  | JRA  | 2:22.4 | C.ルメール   | 18   | 5        | [ 注 7 ]          | GBR          | コンデュイット     | 4着          | 0.4          | [ 19 ] |
| 第30回 | 2010年 | 東京   | ローズキングダム   | 牡3  | JRA  | 2:25.2 | 武豊         | 18   | 8        | [ 注 9 ]          | FRA          | シリュスデゼーグル | 9着          | 0.4          | [ 20 ] |
| 第31回 | 2011年 | 東京   | ブエナビスタ       | 牝5  | JRA  | 2:24.2 | 岩田康誠     | 16   | 4        | [ 注 10 ]         | GER          | デインドリーム     | 6着          | 0.5          | [ 21 ] |
| 第32回 | 2012年 | 東京   | ジェンティルドンナ | 牝3  | JRA  | 2:23.1 | 岩田康誠     | 17   | 5        | [ 注 11 ]         | GBR          | レッドカドー       | 8着          | 1.0          | [ 22 ] |
| 第33回 | 2013年 | 東京   | ジェンティルドンナ | 牝4  | JRA  | 2:26.1 | R.ムーア     | 17   | 3        | [ 注 12 ]         | FRA          | ドゥーナデン       | 5着          | 0.2          | [ 23 ] |
| 第34回 | 2014年 | 東京   | エピファネイア     | 牡4  | JRA  | 2:23.1 | C.スミヨン   | 18   | 3        | [ 注 13 ]         | GER          | アイヴァンボウ     | 6着          | 1.0          | [ 24 ] |
| 第35回 | 2015年 | 東京   | ショウナンパンドラ | 牝4  | JRA  | 2:24.7 | 池添謙一     | 18   | 4        | [ 注 14 ]         | USA          | イラプト           | 6着          | 0.3          | [ 25 ] |
| 第36回 | 2016年 | 東京   | キタサンブラック   | 牡4  | JRA  | 2:25.8 | 武豊         | 17   | 3        | [ 注 15 ]         | GER          | イキートス         | 7着          | 0.6          | [ 26 ] |
| 第37回 | 2017年 | 東京   | シュヴァルグラン   | 牡5  | JRA  | 2:23.7 | H.ボウマン   | 17   | 4        | [ 注 16 ]         | IRE          | アイダホ           | 5着          | 1.0          | [ 27 ] |
| 第38回 | 2018年 | 東京   | アーモンドアイ     | 牝3  | JRA  | 2:20.6 | C.ルメール   | 14   | 2        | [ 注 17 ]         | GBR          | サンダリングブルー | 10着         | 2.8          | [ 28 ] |

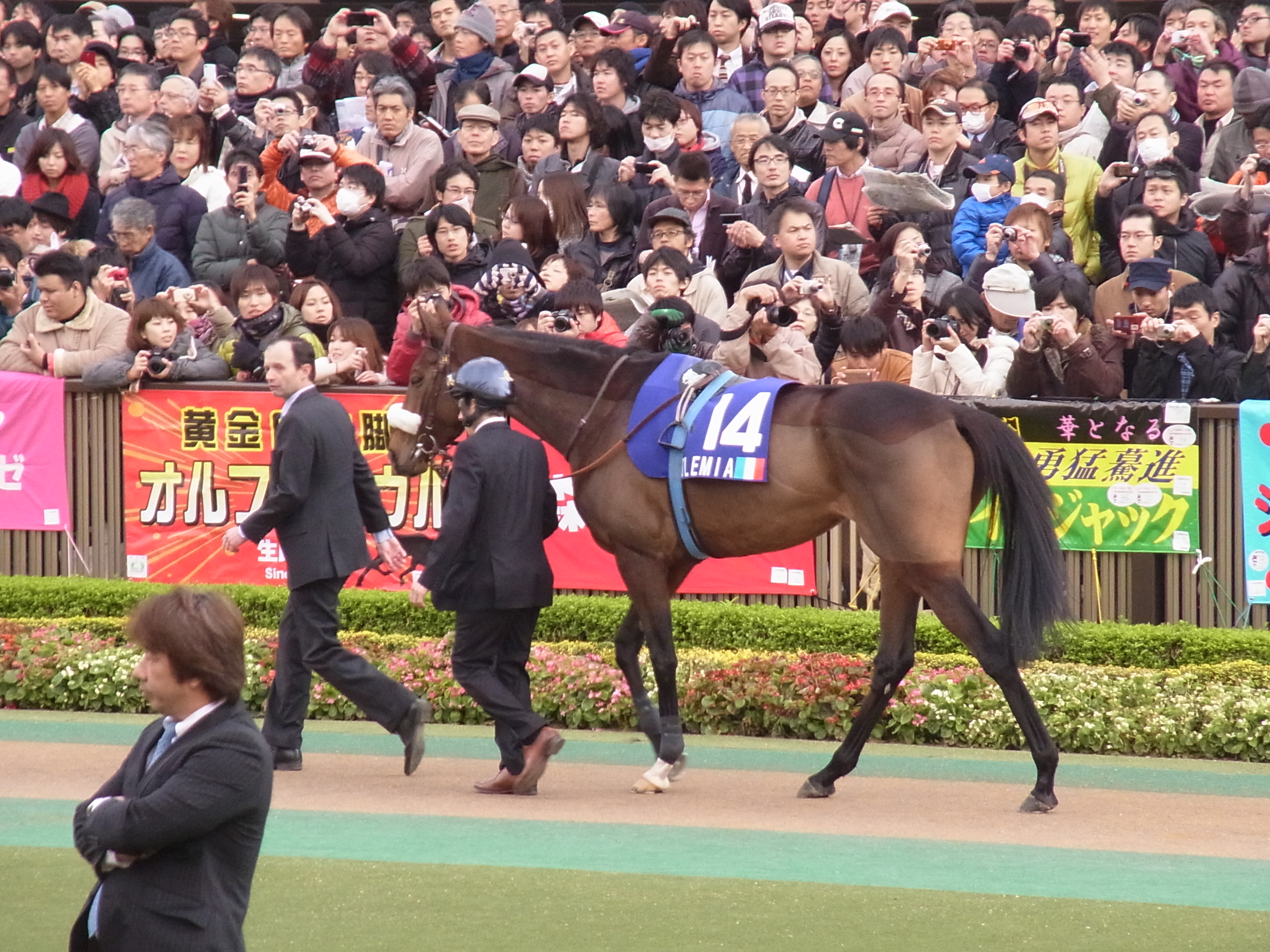
2012年に出走したソレミア。凱旋門賞に優勝している同馬もジャパンカップでは13着に敗れた。

最後に外国調教馬が勝利したのは2005年の第25回ジャパンカップである。1989年の第9回ジャパンカップにて ニュージーランドのホーリックスが記録した2005年までの2400メートルの日本レコード、2分22秒2を0.1秒更新し、新しい2400メートルの日本レコードとなる2分22秒1で走破し優勝、2002年の第22回ジャパンカップで イタリアのファルブラヴが制して以来3年ぶり14回目の外国調教馬の優勝であった。
3着以内となったのは2006年の第26回ジャパンカップで3着となったウィジャボードが最後である。その後の外国調教馬は、3着以内となる馬が存在せず、来日して参戦する馬も2006年、2018年は2頭だけと少なくなる場合がある。同じ年の凱旋門賞を制した直後に来日した2011年のデインドリームや、2012年のソレミアも参戦するものの、デインドリームは6着、ソレミアは13着に敗れている。

### 議論
開催時期
作家の島田明宏は、2018年の外国調教馬の参戦頭数が当時過去最少タイの2頭であったことから2019年の参戦頭数0は、驚きではないとした。また国際招待競走で1着賞金が3億円であるものの、開催時期が悪いために外国の競馬関係者にとって魅力的ではなくなったとしている。そのため、国際招待競走を存続させるならば、春の大阪杯と、夏の宝塚記念の間にジャパンカップを引っ越しさせることを提案した。
発馬機、ゲート

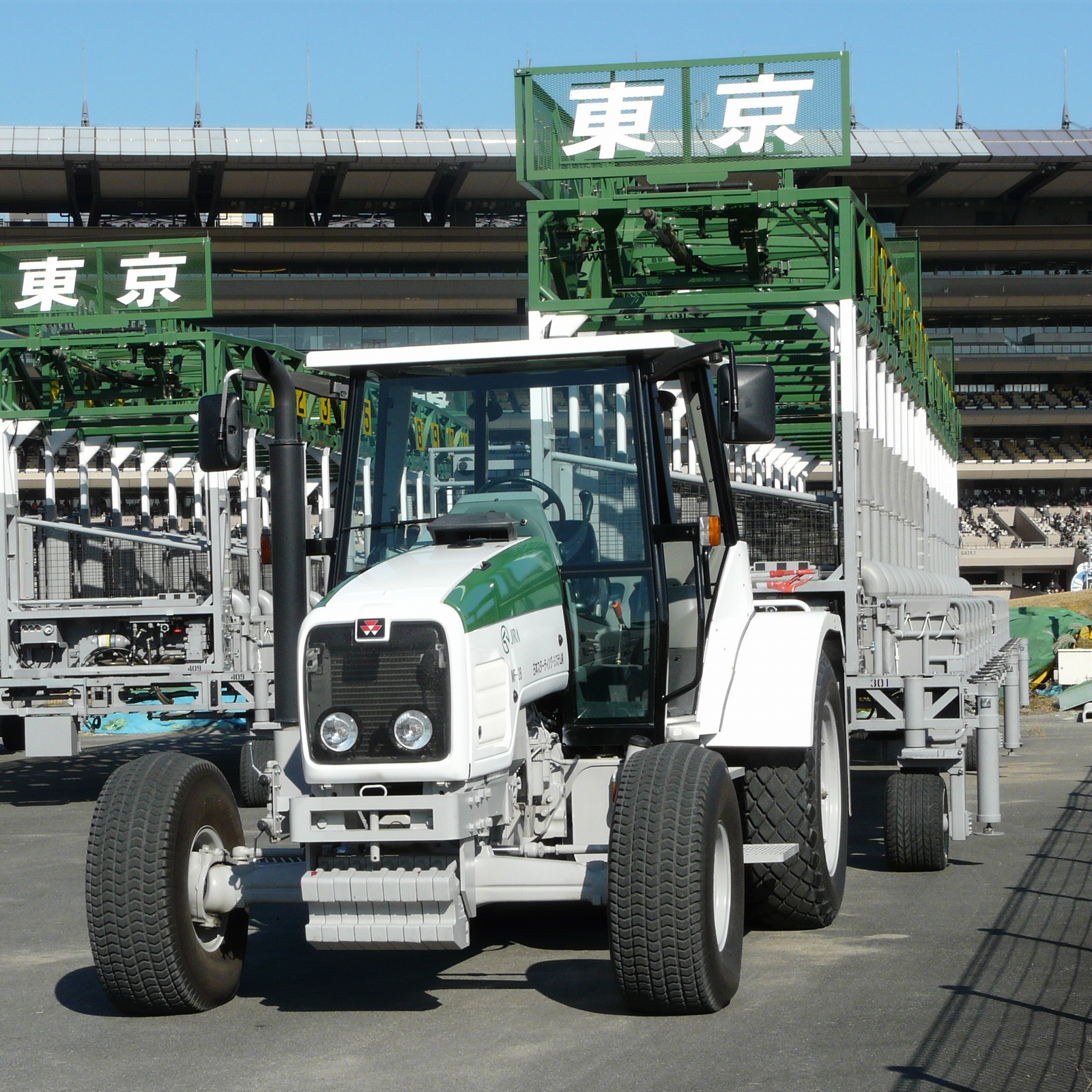
東京競馬場の発馬機

東京スポーツは、外国調教馬の不参戦について、外国や地方競馬の発馬機（ゲート）対策である「ブラインドフォールド」や「尾持ち」、ゲートボーイらが中央競馬では用いることができないことであると指摘した。
高速馬場
橋詰博之は自身のコラムにて、日本の馬場が硬く、速く走ることのできる「高速馬場」が極端化してきたため、外国調教馬にとってその馬場への適性が今まで以上に問われることになり、結果として外国調教馬陣営が懸念材料としていることを挙げている。また、2018年に出走して10着となったサンダリングブルーを管理するダヴィッド・ムニュイジエ調教師は、レース後のツイッターにて「馬場があまりにも速すぎました。彼の好みではありませんでした」として、硬い馬場が敗因としたり、ドイツの競馬情報サイト「pferderennen international」が、ジャパンカップのレース・プレビューにて東京競馬場を「異常に堅い馬場」と表現するなど、日本の硬い馬場が敬遠されているとした。
賞金
JRAに入会中にジャパンカップを創設し、「ミスター・ジャパンカップ」と呼ばれる元JRA副理事長の北原義孝は、外国調教馬の参戦頭数が少なくなったことで「国際競走」と呼べないレースとし、国際競走ではなく国内競走に陥っていると表現した。理由として、日本のトップホースがジャパンカップではなく、凱旋門賞のほうに目を向けていることがジャパンカップの価値を落としている要因としているとしている。また凱旋門賞はジャパンカップと賞金が変わらないが、伝統、誇り、名誉の側面で世界一のレースと認められていることに言及し、初期のジャパンカップのように日本馬が優れた外国馬と戦うには1着賞金を現在の3億円から6億円に上げるべきであると主張した。
出走メンバー
イギリスの競馬専門紙「レーシング・ポスト」の記者は、2019年特有の理由として、「（2018年に優勝した）アーモンドアイが出走するかも、というのが大きかった。彼女には勝てないから。結果的に彼女は香港（カップ）を選択し、（ジャパンカップ）当日（11月24日）の馬場が欧州馬向きの重馬場になったのは皮肉だね」とした。
通訳
調教師の矢作芳人は、サンケイスポーツの自身のコラム『矢作芳人調教師 信は力なり』にて、外国の関係者が来日した際に日常的に英語が通じず、通訳を必要とするという点を指摘した。欧米、ドバイや香港でも英語が話せれば不自由な思いをすることはないため、有力な競馬先進国の中では日本人の英語力が最も低いと主張した。

## レース施行前の状況

### 主な前哨戦の結果
馬名が太字強調の馬はジャパンカップに出走する競走馬である。

#### 京都大賞典
| 着順 | 馬名             | 性齢 | 騎手     | 斤量 | タイム | 着差     | 着差 | 人気 |
| ---- | ---------------- | ---- | -------- | ---- | ------ | -------- | ---- | ---- |
| 1    | ドレッドノータス | 騸6  | 坂井瑠星 | 56   | 2:23.5 |          |      | 11   |
| 2    | ダンビュライト   | 牡5  | 松若風馬 | 57   | 2:23.7 | 1馬身1/4 | 0.2  | 6    |
| 3    | シルヴァンシャー | 牡4  | 浜中俊   | 56   | 2:23.8 | 3/4馬身  | 0.3  | 5    |
|      |                  |      |          |      |        |          |      |      |
| 5    | エタリオウ       | 牡4  | 横山典弘 | 56   | 2:24.1 |          | 0.6  | 2    |
|      |                  |      |          |      |        |          |      |      |
| 中止 | ウインテンダネス | 牡6  | 菱田裕二 | 56   |        |          |      | 17   |

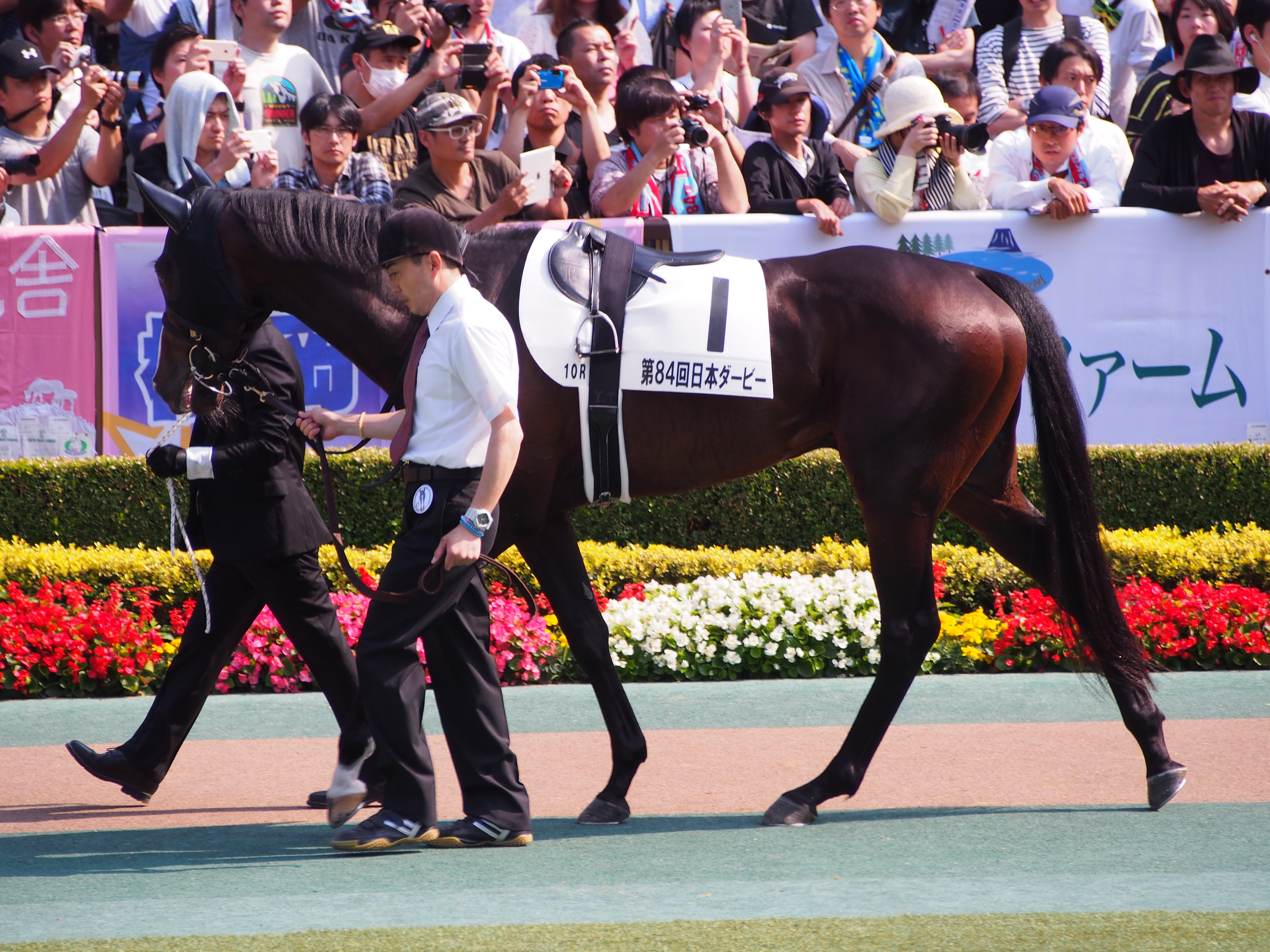
2着ダンビュライト

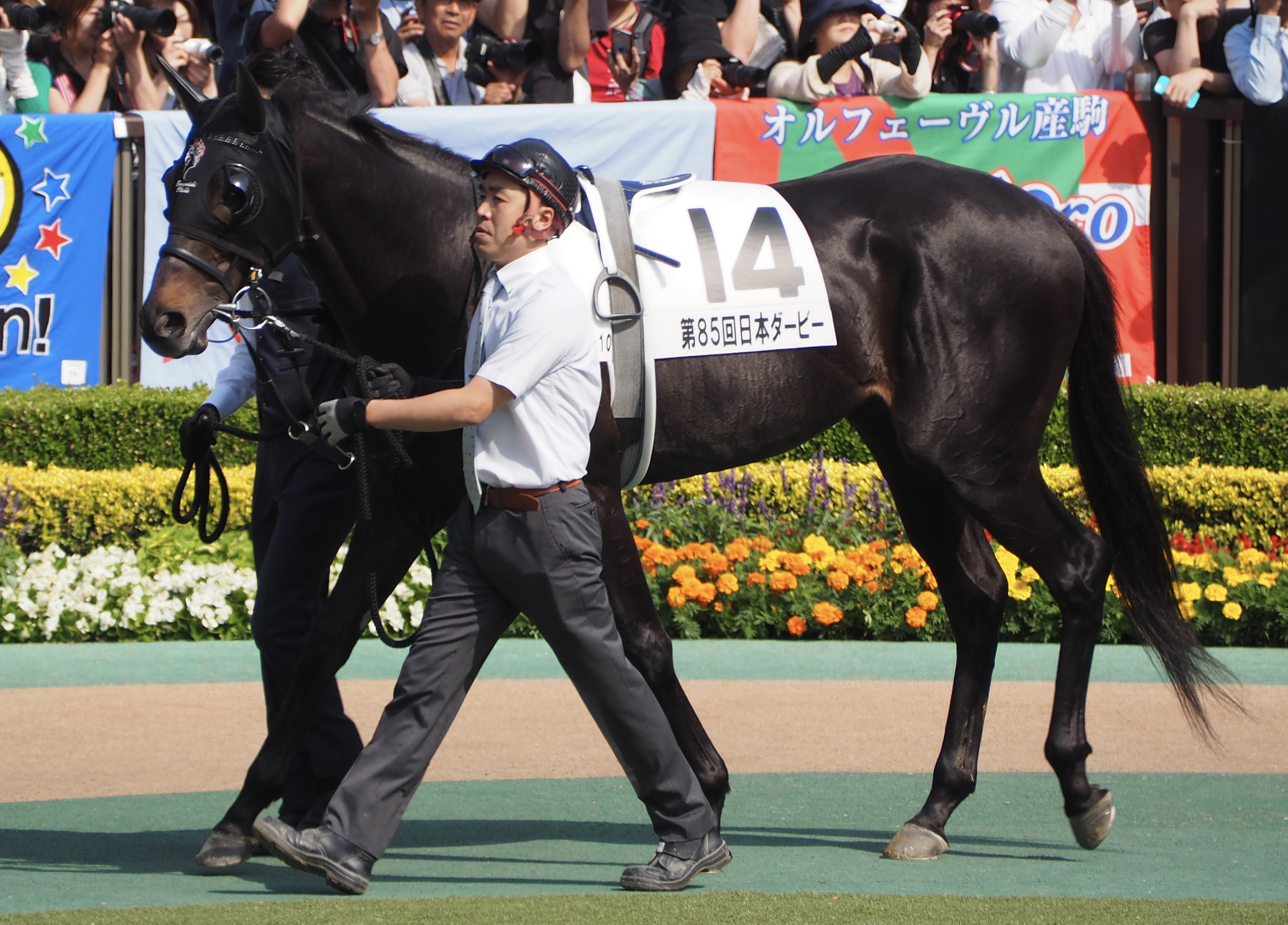
5着エタリオウ

京都大賞典は、前走天皇賞（春）にて優勝したフィエールマンにクビ差の2着となり、そこから5か月半の休養明けのグローリーヴェイズ。重賞未勝利だがGIの菊花賞2着となる実績を持ち、前走宝塚記念で9着となったエタリオウ。チャレンジカップを制し、GI初挑戦の大阪杯にて5着となったエアウィンザー。京都記念、アメリカジョッキークラブカップの重賞2勝しているダンビュライト。重賞は未勝利だが2018年の宝塚記念で3着実績があるノーブルマーズ。菊花賞2着、天皇賞（春）3着の実績を持つクリンチャー。条件戦3連勝後に休養し半年ぶりの出走で重賞初挑戦となるシルヴァンジャー。ホープフルステークスで皐月賞を制したサートゥルナーリアに次ぐ2着となった3歳馬アドマイヤジャスタ。ステイヤーズステークスなど重賞4勝し、2018年の京都大賞典で3着の実績があり転厩後初戦となるアルバートなど17頭が出走した。
ダンビュライトは2着。単勝オッズ17.4倍の6倍の支持で出走。スタートすぐにハナを主張し、先頭で逃げるとマイペースの逃げに持ち込み、直線で抜け出したドレッドノータスに先頭を明け渡したが、後続を封じる二枚腰を見せて粘った。騎乗した松若風馬は「行く馬がいなくて、内でけん制しあっていたので、リズムよく行った方がいいかなと思いました。道中はすごくいい雰囲気。自分のリズムに持ち込み、いいリズムで競馬を運ぶことができたと思います」と振り返った。
5着は単勝オッズ5.3倍で2番人気のエタリオウは3か月半ぶりの出走であった。スタート後に後方に下げ最終コーナーまで最後方となる16番手を進み、最後の直線は馬場の一番外側に持ち出してメンバー中最速の34秒8の末脚で追い上げたが届かず5着となった。騎乗した横山典弘は「もうひとつ動きませんでした。前走は仕方がないにしても、今回は負け方が良くないですね」と振り返り、「動かないね。休み明けだからなのか。負けるにしても、負け方が良くない。もうちょっとラストは動いてほしかった。やたらおとなしい。ブリンカーを深くするなど、これから考えていかないと…」と回顧した。管理する友道康夫は、「年齢を重ねた分、良い意味で落ち着きは出たのですが、その分、敏感さが無くなった感じで物足りない内容でした。最後は差を詰めているのですが、今日の流れでは苦しかったですね。次は予定通りジャパンカップに向かいますが、ブリンカーを深めに戻すなど工夫をしたいと思っています」とした。
ウインテンダネスは発走直後につまずき菱田裕二が落馬して競走を中止した。その後、仕切り直しに11月3日のアルゼンチン共和国杯（後述）に向かった。
優勝したのは単勝11番人気のドレッドノータス、1番人気のグローリーヴェイズは6着となった。

#### 秋華賞
| 着順 | 馬名               | 性齢 | 騎手     | 斤量 | タイム | 着差     | 着差 | 人気 |
| ---- | ------------------ | ---- | -------- | ---- | ------ | -------- | ---- | ---- |
| 1    | クロノジェネシス   | 牝3  | 北村友一 | 55   | 1:59.9 |          |      | 4    |
| 2    | カレンブーケドール | 牝3  | 津村明秀 | 55   | 2:00.2 | 2馬身    | 0.3  | 2    |
| 3    | シゲルピンクダイヤ | 牝3  | 和田竜二 | 55   | 2:00.4 | 1馬身1/2 | 0.5  | 10   |

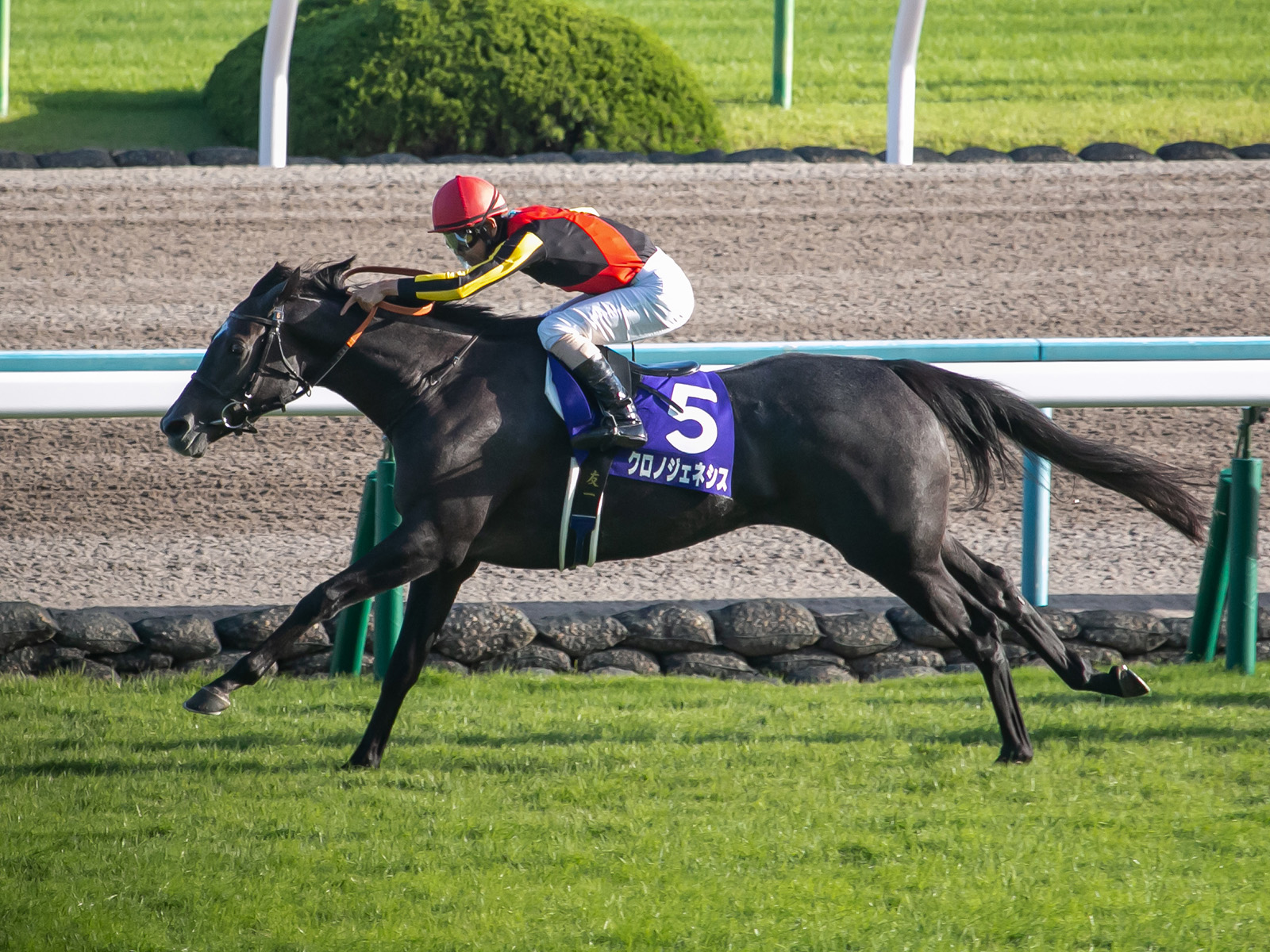
秋華賞を制したクロノジェネシス

秋華賞は、桜花賞優勝のグランアレグリアと優駿牝馬（オークス）優勝のラヴズオンリーユーが最後の1冠レースに参戦しなかった。唯一のGI優勝馬であり、前哨戦のローズステークスをコースレコードで制したダノンファンタジー。オークスにて勝ったラヴズオンリーユーにクビ差退けられた2着のカレンブーケドール。前哨戦の紫苑ステークスで重賞初勝利を挙げたパッシングスルー。桜花賞とオークスで共に3着となったクロノジェネシス。オークスで逃げて9着となった後ぶっつけ本番のフラワーカップの覇者、コントラチェック。未勝利から無敗で3連勝中のサトノダムセル。1.2勝クラス (= 500万下・1000万下)を連勝し3カ月ぶりの実戦となるエスポワール。ローズステークス2着のビーチサンバ、桜花賞2着のシゲルピンクダイヤ、紫苑ステークス2着のフェアリーポルカなど18頭が出走した。
カレンブーケドールは優勝したクロノジェネシスに2馬身離された2着となった。道中は中断の内側に位置した最後の直線で進路を確保すると最終的に1着となるクロノジェネシスと馬体を併せて追い比べたが、突き放されて後退した。騎乗した津村明秀は、「1〜2コーナーまで流れていましたので、ポジションはちょうど良かったですね。勝ち馬を見ながら、どこを捌くか進路を探す余裕のある手応えでした。内回りコースでも対応できましたし、オークスの時より仕掛けたら反応する体になっていました。成長しています。最後は狭いところを割ってくれましたし、根性がありますね。相手の切れ味が上でした。もう少し並びかけられれば良かったですね。こちらの想像以上に馬が良くなっていましたし、これから楽しみですね」と振り返った。その後10月18日管理する国枝栄がジャパンカップに出走することが決まり、「オーナーの意向もあって」と理由を説明した。
なお1番人気のダノンファンタジーは8着となった。

#### 天皇賞（秋）
| 着順 | 馬名               | 性齢 | 騎手       | 斤量 | タイム | 着差  | 着差 | 人気 |
| ---- | ------------------ | ---- | ---------- | ---- | ------ | ----- | ---- | ---- |
| 1    | アーモンドアイ     | 牝4  | C.ルメール | 56   | 1:56.2 |       |      | 1    |
| 2    | ダノンプレミアム   | 牡4  | 川田将雅   | 58   | 1:56.7 | 3馬身 | 0.5  | 3    |
| 3    | アエロリット       | 牝5  | 戸崎圭太   | 56   | 1:56.7 | クビ  | 0.5  | 6    |
| 4    | ユーキャンスマイル | 牡4  | 岩田康誠   | 58   | 1:56.8 | クビ  | 0.6  | 7    |
| 5    | ワグネリアン       | 牡4  | 福永祐一   | 58   | 1:56.8 | クビ  | 0.6  | 2    |
|      |                    |      |            |      |        |       |      |      |
| 7    | スワーヴリチャード | 牡5  | 横山典弘   | 58   | 1:57.1 |       | 0.9  | 5    |
|      |                    |      |            |      |        |       |      |      |
| 10   | マカヒキ           | 牡6  | 武豊       | 58   | 1:57.6 |       | 1.4  | 8    |

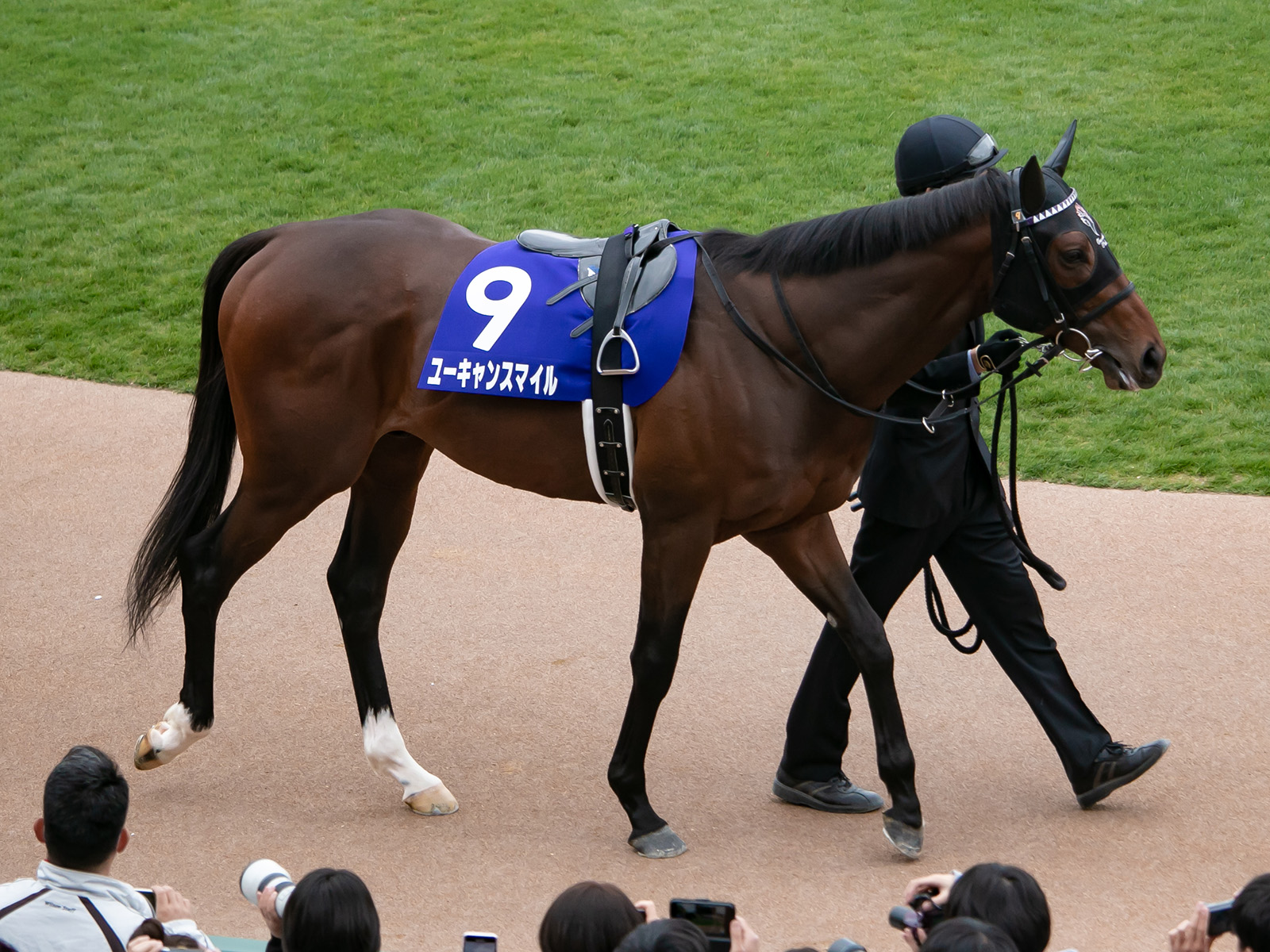
4着ユーキャンスマイル

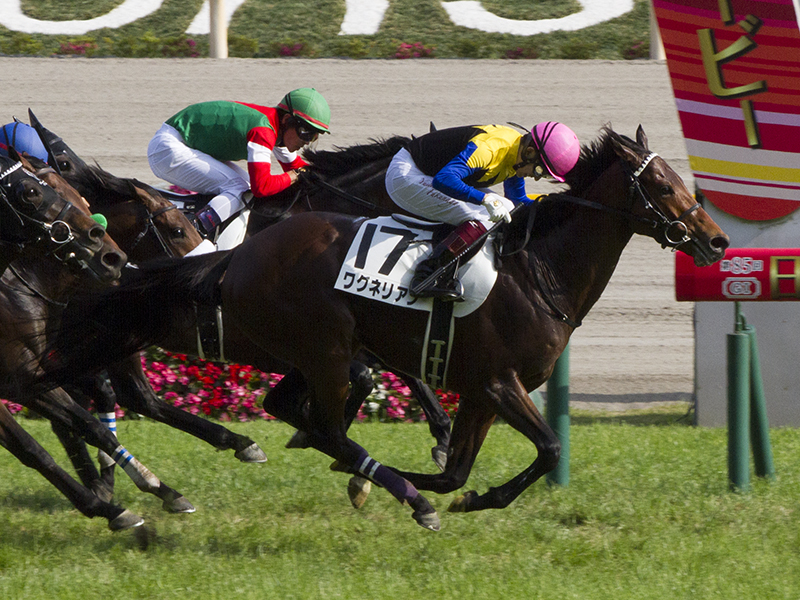
5着ワグネリアン

アーモンドアイ・ダノンプレミアムの4歳牡馬牝馬エースの再決戦ムードの中行われた第160回天皇賞は、アーモンドアイが完勝。ダノンプレミアム以下は3馬身以上引き離される完敗に終わった。
上位陣からはユーキャンスマイルとワグネリアン、他にスワーヴリチャードとマカヒキが出走。ワグネリアンは福永祐一の騎乗停止により、京阪杯でエイシンデネブに騎乗予定があった川田将雅がテン乗りで騎乗することになった。

#### アルゼンチン共和国杯
| 着順 | 馬名               | 性齢 | 騎手       | 斤量 | タイム | 着差     | 着差 | 人気 |
| ---- | ------------------ | ---- | ---------- | ---- | ------ | -------- | ---- | ---- |
| 1    | ムイトオブリガード | 牡5  | 横山典弘   | 56   | 2:31.5 |          |      | 2    |
| 2    | タイセイトレイル   | 牡4  | 戸崎圭太   | 55   | 2:31.7 | 1馬身1/4 | 0.2  | 5    |
| 3    | アフリカンゴールド | 騸4  | C.ルメール | 55   | 2:31.7 | アタマ   | 0.2  | 1    |
| 4    | ルックトゥワイス   | 牡6  | 福永祐一   | 57   | 2:31.8 | 1/2馬身  | 0.3  | 3    |
|      |                    |      |            |      |        |          |      |      |
| 10   | ウインテンダネス   | 牡6  | 内田博幸   | 56   | 2:32.3 |          | 0.8  | 12   |

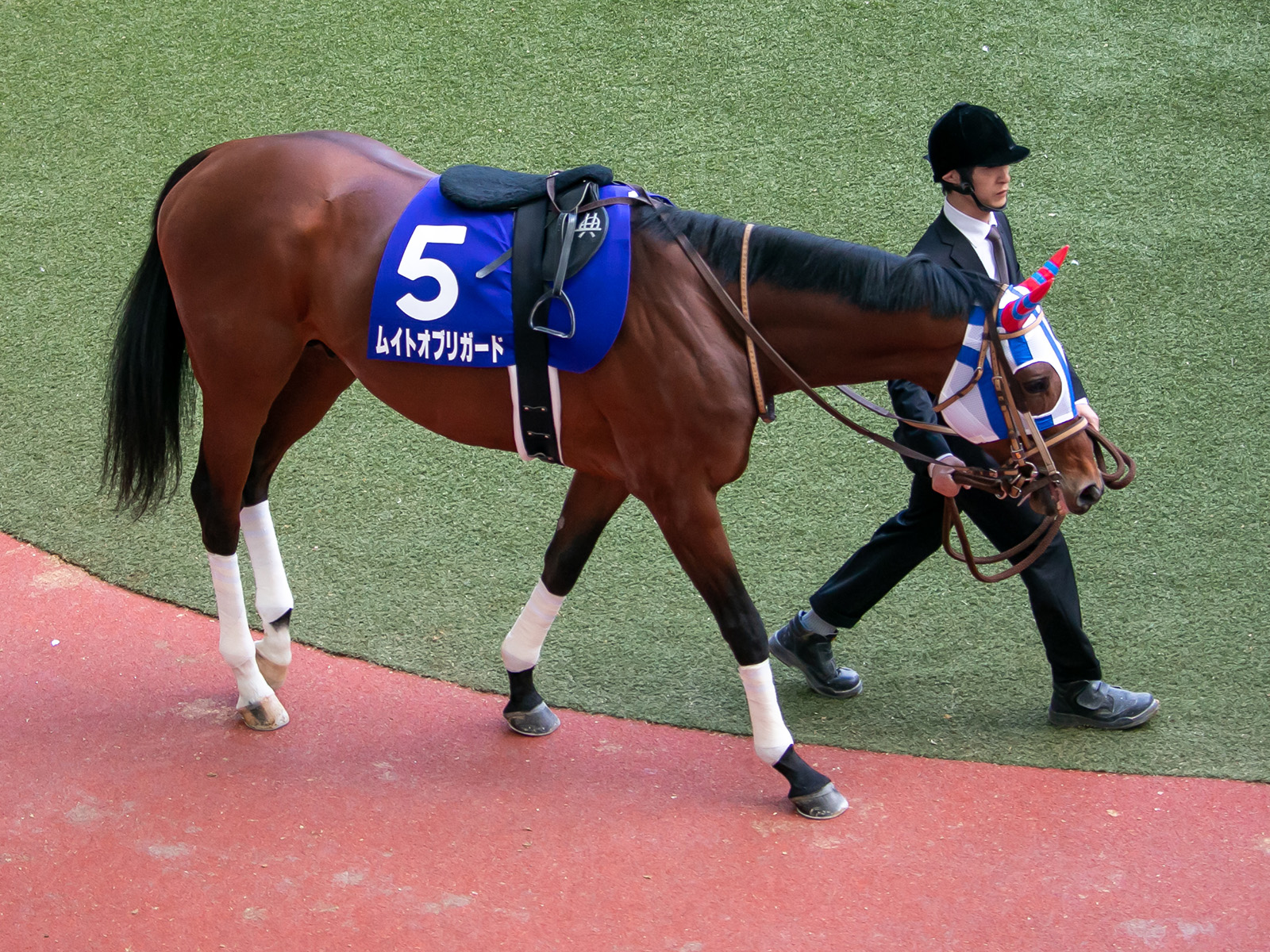
1着のムイトオブリガード

アルゼンチン共和国杯は、前走目黒記念をコースレコードで制し、予定していた京都大賞典を調教中の外傷で回避し参戦したルックトゥワイス。前走3勝クラスを制し去勢してから3戦目のアフリカンゴールド。2018年のアルゼンチン共和国杯で優勝したパフォーマプロミスに次いだ2着となったムイトオブリガード。J・GIを6勝し、平地に再転向後2戦目となるオジュウチョウサン。同じ距離、条件である目黒記念で2着となったアイスバブル。重賞で4回5着に入るノーブルマーズ、ホッカイドウ競馬からの転入初戦を迎えるハッピーグリンら13頭が参戦した。
ムイトオブリガードが1着となり、重賞初制覇となった。馬場の内側の3〜4番手に位置し、最後の直線で進出すると、残り400メートル過ぎで先頭に抜け出し、後続を1馬身と4分の1離した。騎乗した横山典弘は、「思い描いていた通りの競馬ができました。1頭になるとふわふわするところがあるが、一生懸命走ってくれました」と振り返り、「我が強いところがあって、乗り手の指示に反抗する面があったけど、厩務員さんがうまくなだめてくれて、きょうは乗っていて楽でした」と精神面の成長も勝因に挙げた。
2着には重賞初挑戦だったタイセイトレイルとなった。単勝人気5番人気の支持を集めての出走であった。中団の後ろよりに位置し、最後の直線では馬場の内側から進出し2着となった。騎乗した戸崎圭太は、「イメージ的には前のポジションで我慢したいと思っていたが、周りが速くてあの位置に。スロー（ペース）で少し力んでいたが、直線はよく伸びていたし、安定して走ってくれますね」と回顧した。
4着はルックトゥワイスとなった。道中は後ろから2番手に位置し、最後の直線では馬場の一番外に持ち出して鞍上が追い出しを始めて追い上げたが前の3頭には届かなかった。騎乗した福永祐一は「スタートは上手に切れたけど、あまり前半はせかさず、この馬のスタイルで自然とあの位置に。流れが向かなかったし、斤量が増え、中間は一頓挫もありましたからね。最後はよく伸びているし、改めて力を感じました」と回顧した。
京都大賞典からの出直しとなったウインテンダネスは10着。騎乗した内田博幸は「ペースが少しずつ上がって、急についていけなくなった」と回顧した。
なお1番人気のアフリカンゴールドは3着に入った。

### 施行前の状況

#### 特別登録時
| GI勝利                                   | 重賞勝利                       | 馬名                           | 性齢                           | 主な実績                       | 主な実績                       | 主な実績                       | 主な実績                       | 獲得賞金額 （円）              | レーティング                   | レーティング                   | 備考 |
| GI勝利                                   | 重賞勝利                       | 馬名                           | 性齢                           | 年                             | 格                             | 競走名                         | 着順                           | 獲得賞金額 （円）              | ランク                         | 順位                           | 備考 |
| 外国調教馬（優先して出走可能）           | 外国調教馬（優先して出走可能） | 外国調教馬（優先して出走可能） | 外国調教馬（優先して出走可能） | 外国調教馬（優先して出走可能） | 外国調教馬（優先して出走可能） | 外国調教馬（優先して出走可能） | 外国調教馬（優先して出走可能） | 外国調教馬（優先して出走可能） | 外国調教馬（優先して出走可能） | 外国調教馬（優先して出走可能） |      |
| ---------------------------------------- | ------------------------------ | ------------------------------ | ------------------------------ | ------------------------------ | ------------------------------ | ------------------------------ | ------------------------------ | ------------------------------ | ------------------------------ | ------------------------------ | ---- |
| 参戦なし                                 |                                |                                |                                |                                |                                |                                |                                |                                |                                |                                |      |
| レーティング上位5頭（優先して出走可能）  |                                |                                |                                |                                |                                |                                |                                |                                |                                |                                |      |
| 2勝                                      | 3勝                            | レイデオロ                     | 牡5                            | 2017年                         | GI                             | 東京優駿                       | 1着                            | 8億8,155万円                   | 121                            | 1                              |      |
| 1勝                                      | 2勝                            | シュヴァルグラン               | 牡7                            | 2018年                         | GI                             | ジャパンカップ                 | 1着                            | 10億69万円                     | 119                            | 2                              |      |
| 1勝                                      | 3勝                            | スワーヴリチャード             | 牡5                            | 2018年                         | GI                             | 大阪杯                         | 1着                            | 5億8,813万円                   | 118                            | 3                              |      |
| 1勝                                      | 0勝                            | ラヴズオンリーユー             | 牝3                            | 2019年                         | GI                             | 優駿牝馬                       | 1着                            | 1億9,949万円                   | 117                            | 4                              | 回避 |
| 0勝                                      | 2勝                            | ユーキャンスマイル             | 牡4                            | 2019年                         | GIII                           | ダイヤモンドS                  | 1着                            | 1億9,990万円                   | 117                            | 5                              |      |
| 5位以下（レーティング順/110ポンド以上）  |                                |                                |                                |                                |                                |                                |                                |                                |                                |                                |      |
| 1勝                                      | 3勝                            | ワグネリアン                   | 牡4                            | 2018年                         | GI                             | 東京優駿                       | 1着                            | 4億1,728万円                   | 117                            | 6                              |      |
| 0勝                                      | 0勝                            | カレンブーケドール             | 牝3                            | 2019年                         | GI                             | 優駿牝馬                       | 2着                            | 1億3,593万円                   | 116                            | 7                              |      |
| 1勝                                      | 2勝                            | マカヒキ                       | 牡6                            | 2016年                         | GI                             | 東京優駿                       | 1着                            | 5億1,709万円                   | 116                            | 8                              |      |
| 0勝                                      | 2勝                            | ダンビュライト                 | 牡5                            | 2019年                         | GII                            | 京都記念                       | 1着                            | 3億197万円                     | 114                            | 9                              |      |
| 0勝                                      | 0勝                            | エタリオウ                     | 牡4                            | 2018年                         | GI                             | 菊花賞                         | 2着                            | 2億448万円                     | 113                            | 10                             |      |
| 0勝                                      | 1勝                            | ムイトオブリガード             | 牡5                            | 2019年                         | GII                            | アルゼンチン共和国杯           | 1着                            | 1億5,975万円                   | 110                            | 11                             |      |
| レーティングなし/110ポンド以下（賞金順） |                                |                                |                                |                                |                                |                                |                                |                                |                                |                                |      |
| 0勝                                      | 1勝                            | ルックトゥワイス               | 牡6                            | 2019年                         | GII                            | 目黒記念                       | 1着                            | 2億501万円                     |                                |                                |      |
| 0勝                                      | 0勝                            | ダイワキャグニー               | 牡5                            | 2019年                         | Ｌ                             | オクトーバーS                  | 1着                            | 1億6,907万円                   |                                |                                |      |
| 0勝                                      | 1勝                            | ウインテンダネス               | 牡6                            | 2018年                         | GII                            | 目黒記念                       | 1着                            | 1億4,898万円                   |                                |                                |      |
| 0勝                                      | 0勝                            | タイセイトレイル               | 牡4                            | 2019年                         | GII                            | アルゼンチン共和国杯           | 2着                            | 1億738万円                     |                                |                                |      |
| 0勝                                      | 0勝                            | ジナンボー                     | 牡4                            | 2019年                         | GIII                           | 新潟記念                       | 2着                            | 6,443万円                      |                                |                                |      |

登録のあったレーティング上位陣からはオークス馬ラヴズオンリーユーが出走を回避した。
1番人気はレイデオロで単勝オッズ4.2倍の支持を受ける。GIを2勝しており、ドバイに赴いてドバイシーマクラシック6着、帰国後第60回宝塚記念で5着となり、休養を挟んで秋の初戦にオールカマーで始動したが4着となった。2番人気のワグネリアンはジャパンカップと同距離同条件の2018年の東京優駿を制している。3番人気はスワーヴリチャードで2018年の大阪杯を制したGI優勝馬であり、2018年のジャパンカップでは3着の実績がある。ドバイ・イギリスと転戦し、2018年の有馬記念以来となる国内での出走で、2017年のジャパンカップでキタサンブラックを封じて勝利したシュヴァルグランが8番人気。2016年の東京優駿（日本ダービー）を制しており、2ケタの着順が続いているマカヒキが12番人気となった。

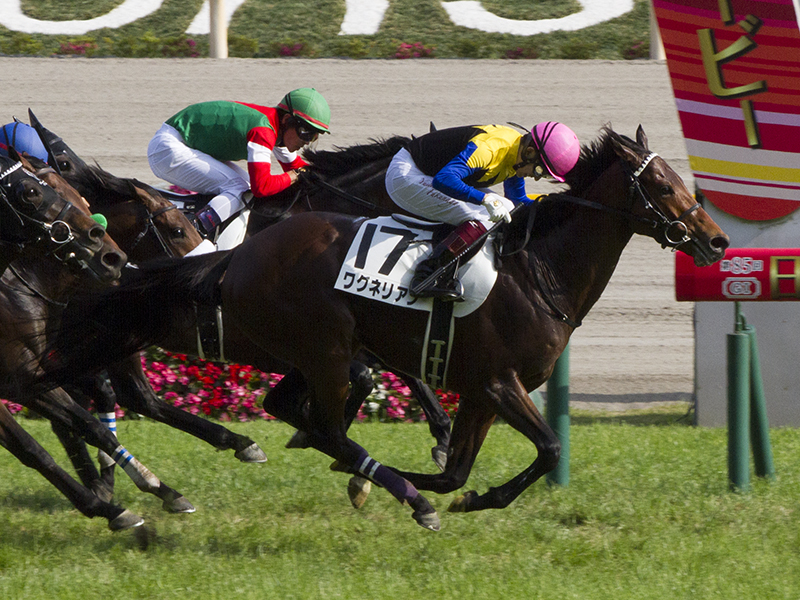
ワグネリアン
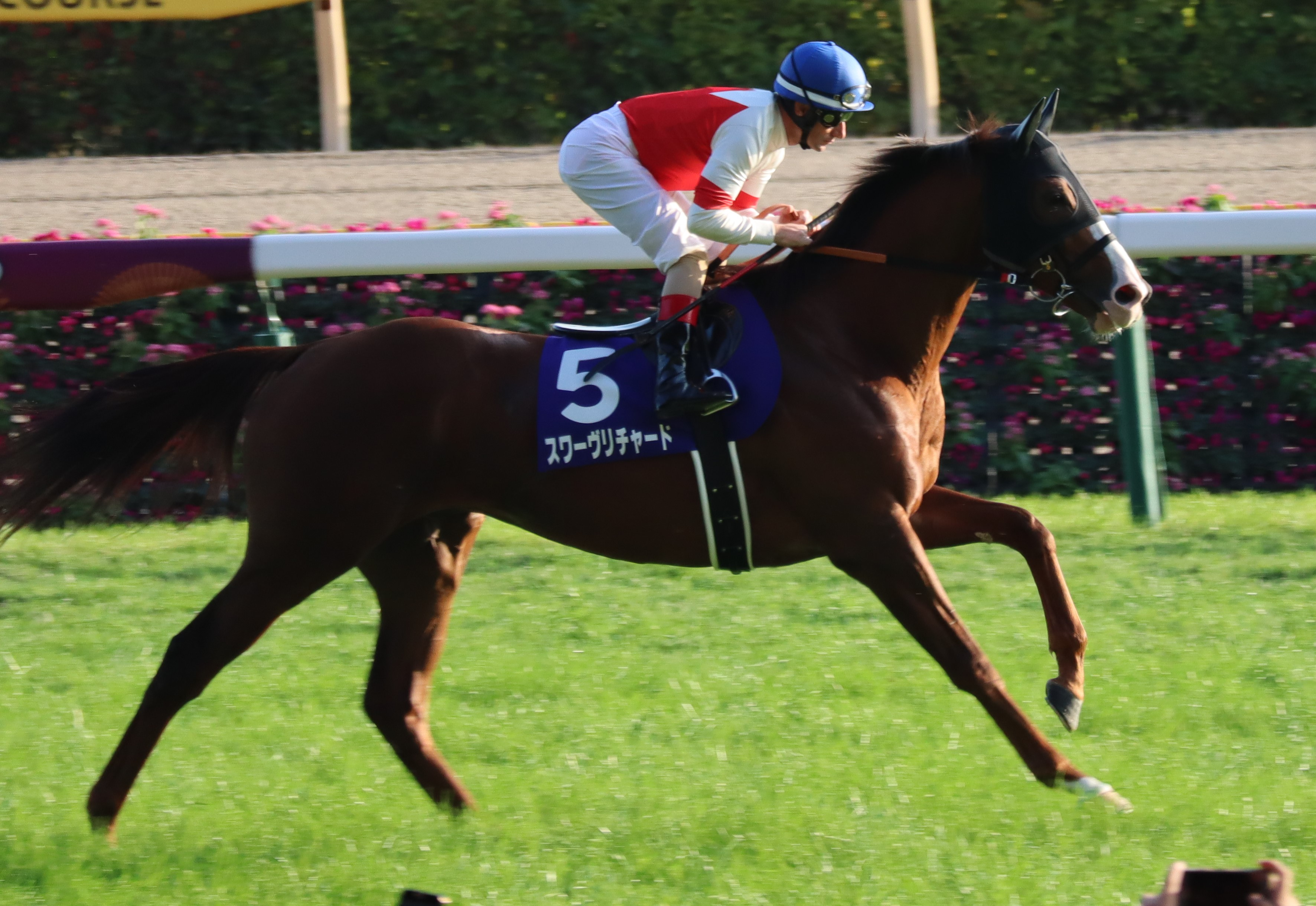
スワーヴリチャード
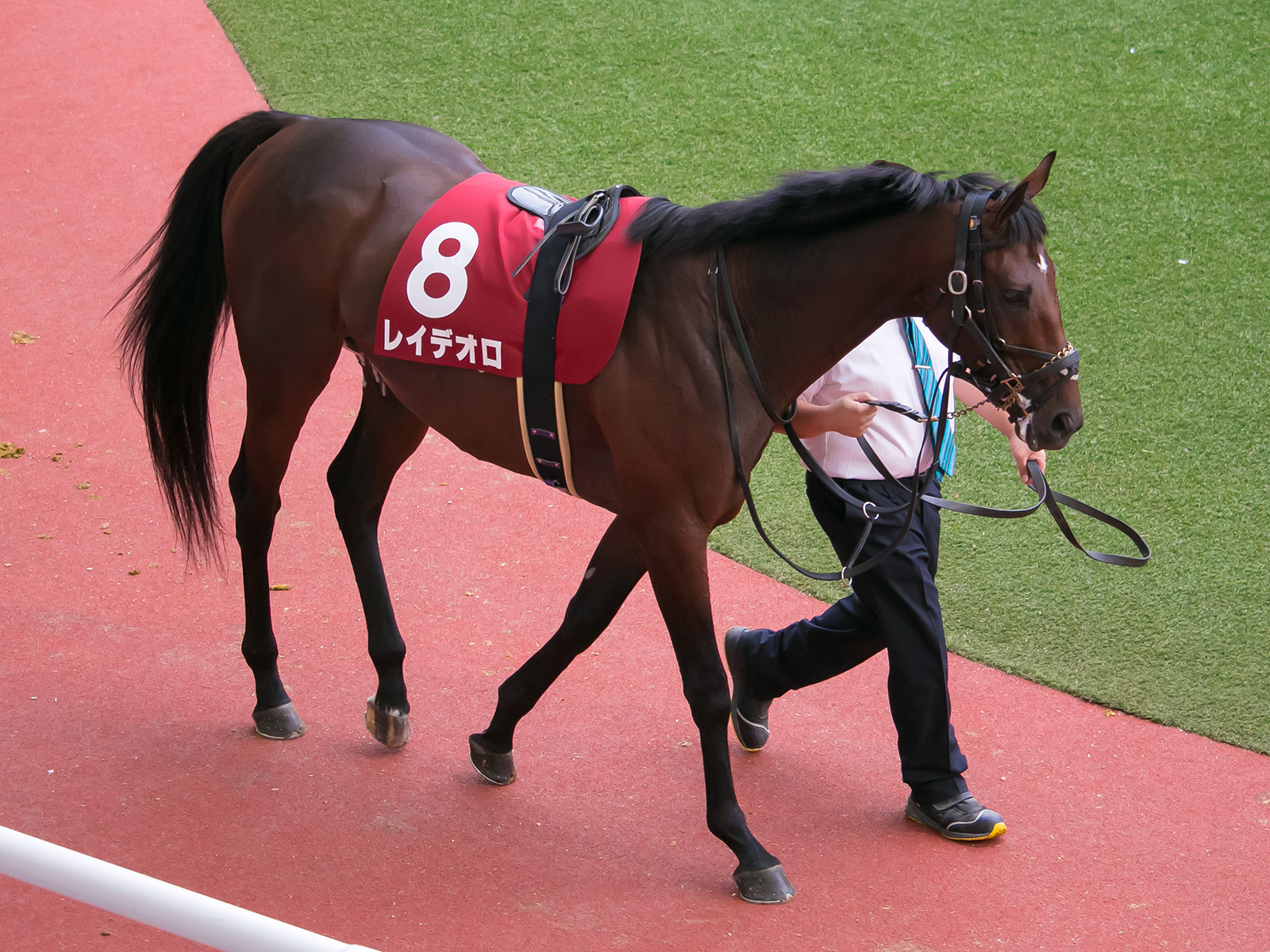
レイデオロ
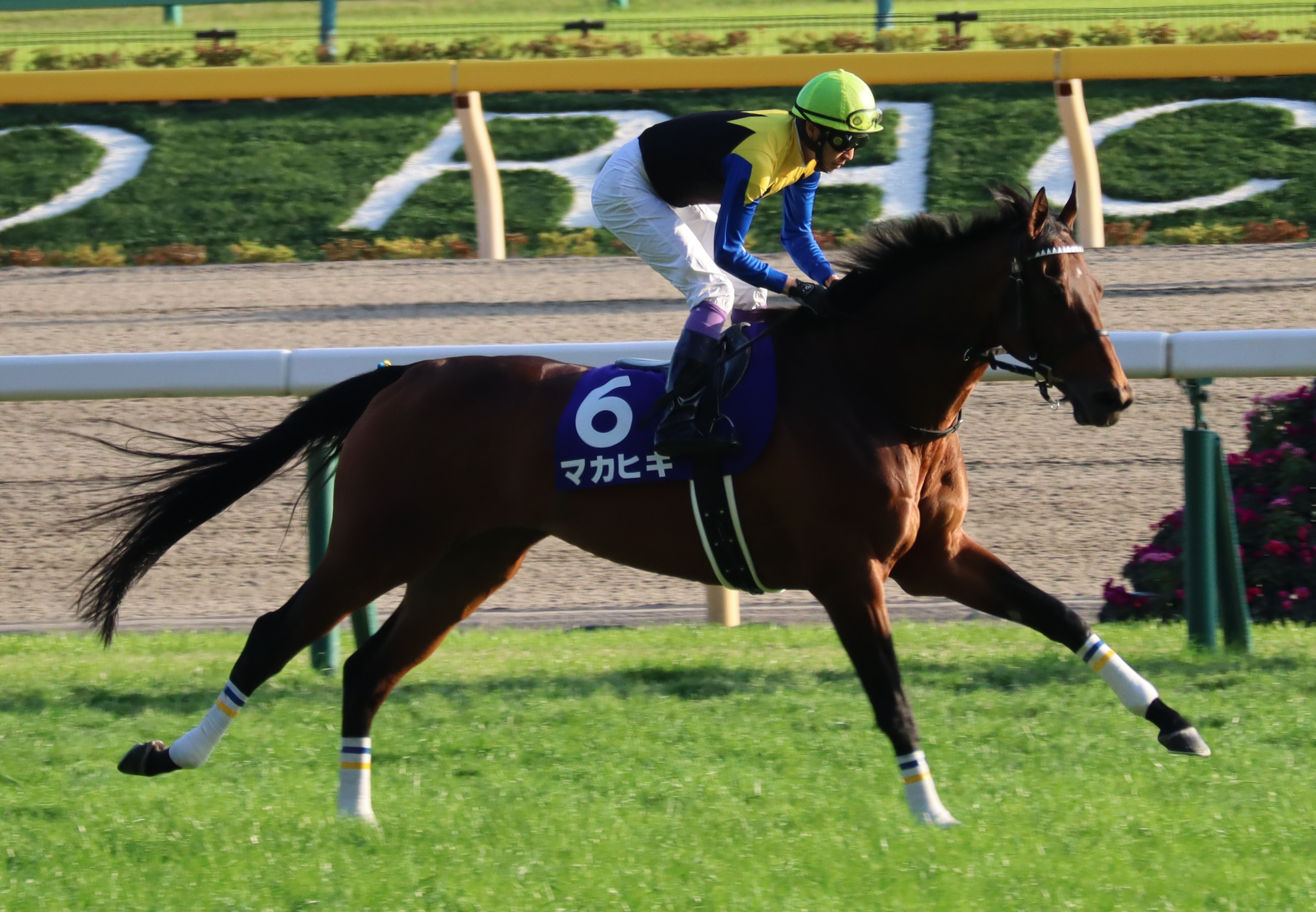
マカヒキ
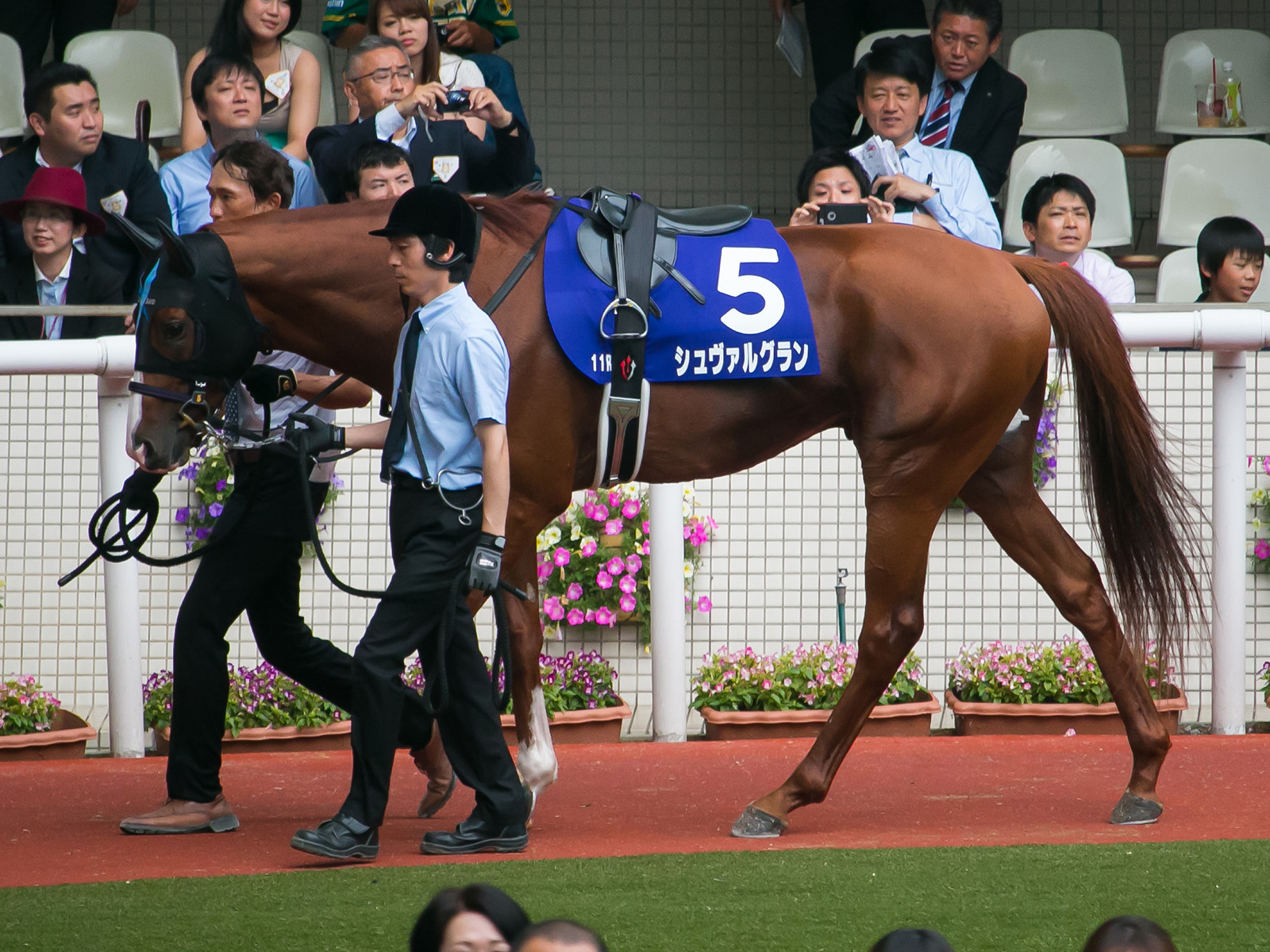
シュヴァルグラン

重賞勝ちのある馬では、4番人気に新潟記念など重賞2勝で2019年天皇賞（秋）では4着となったユーキャンスマイルが推された。以下、2019年の目黒記念で重賞初制覇となったルックトゥワイスが6番人気。前哨戦のアルゼンチン共和国杯で重賞初制覇となったムイトオブリガードが7番人気。10番人気には京都記念やアメリカジョッキークラブカップの重賞2勝しているダンビュライト。2018年の目黒記念を制しているウインテンダネスが15番人気である。

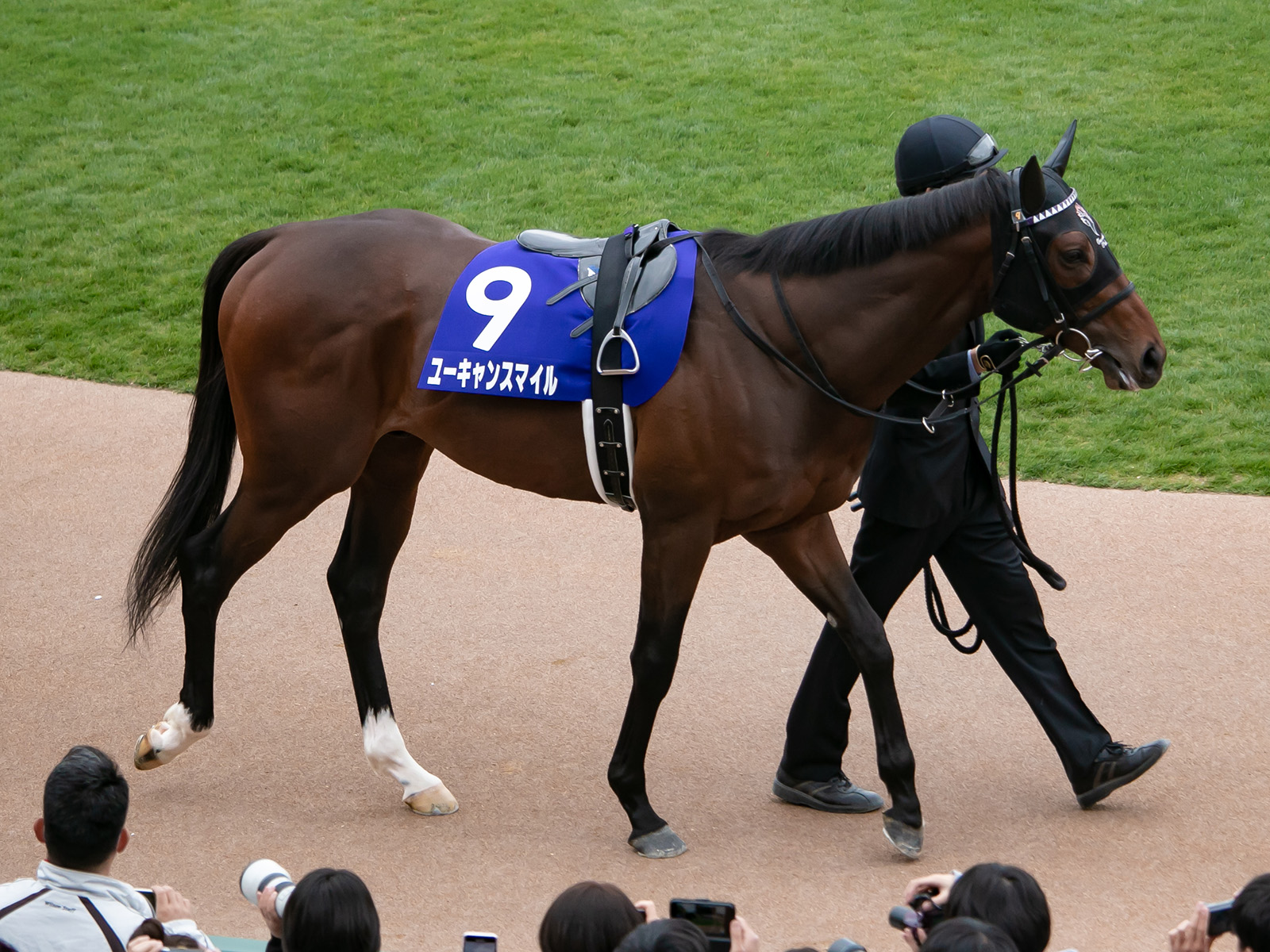
ユーキャンスマイル
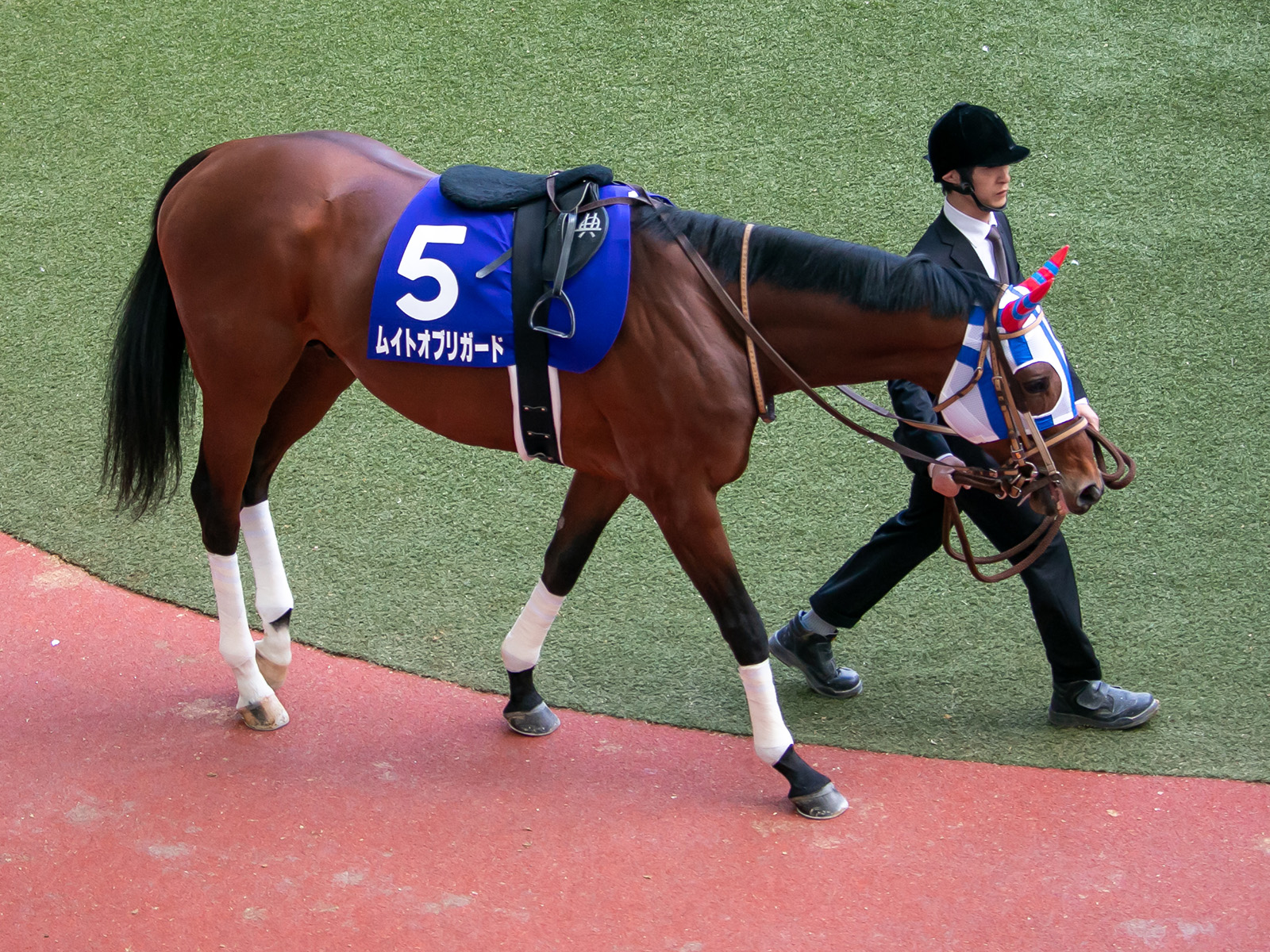
ムイトオブリガード
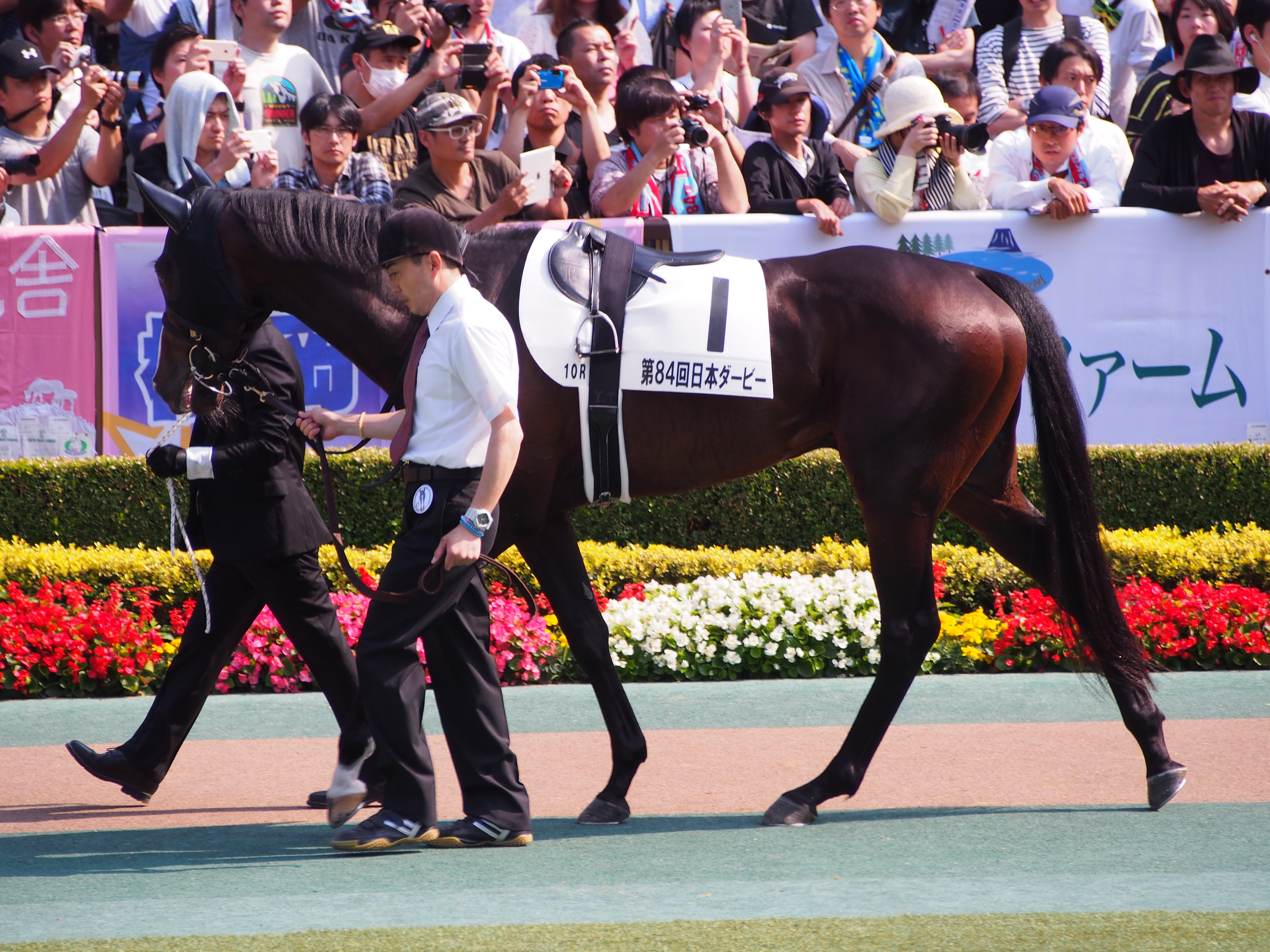
ダンビュライト

また、5番人気は同距離同条件の優駿牝馬（オークス）で2着、さらに秋華賞でも2着となった3歳牝馬のカレンブーケドール。菊花賞2着など重賞未勝利ながら2着になることの多いエタリオウが9番人気。前走新潟記念2着で父ディープインパクト・母アパパネのジナンボーが11番人気。重賞初挑戦のアルゼンチン共和国杯で2着となったタイセイトレイルが13番人気。オクトーバーステークスなどリステッド競走やオープン競走を5勝を挙げているダイワキャグニーが14番人気となった。

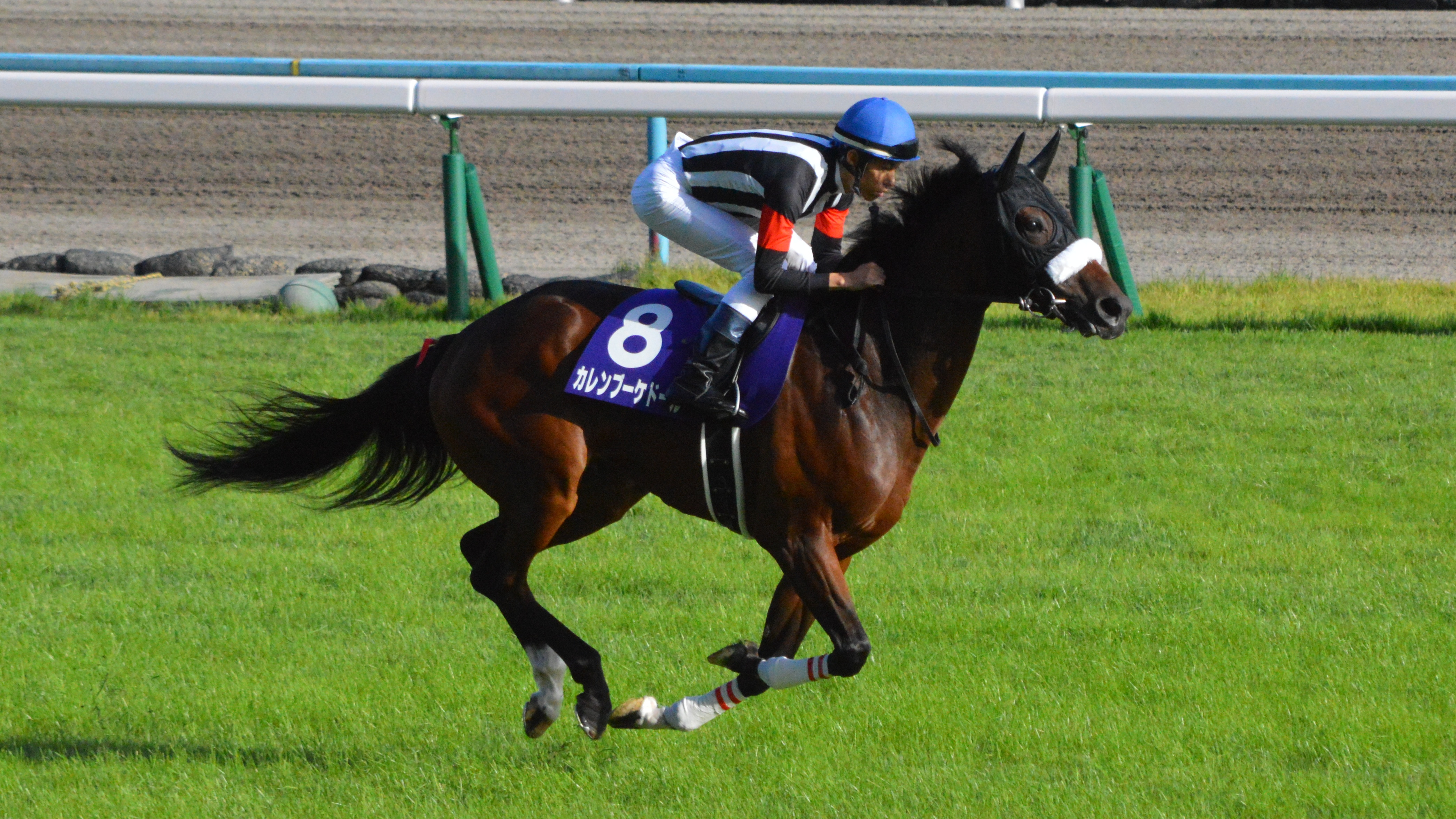
カレンブーケドール
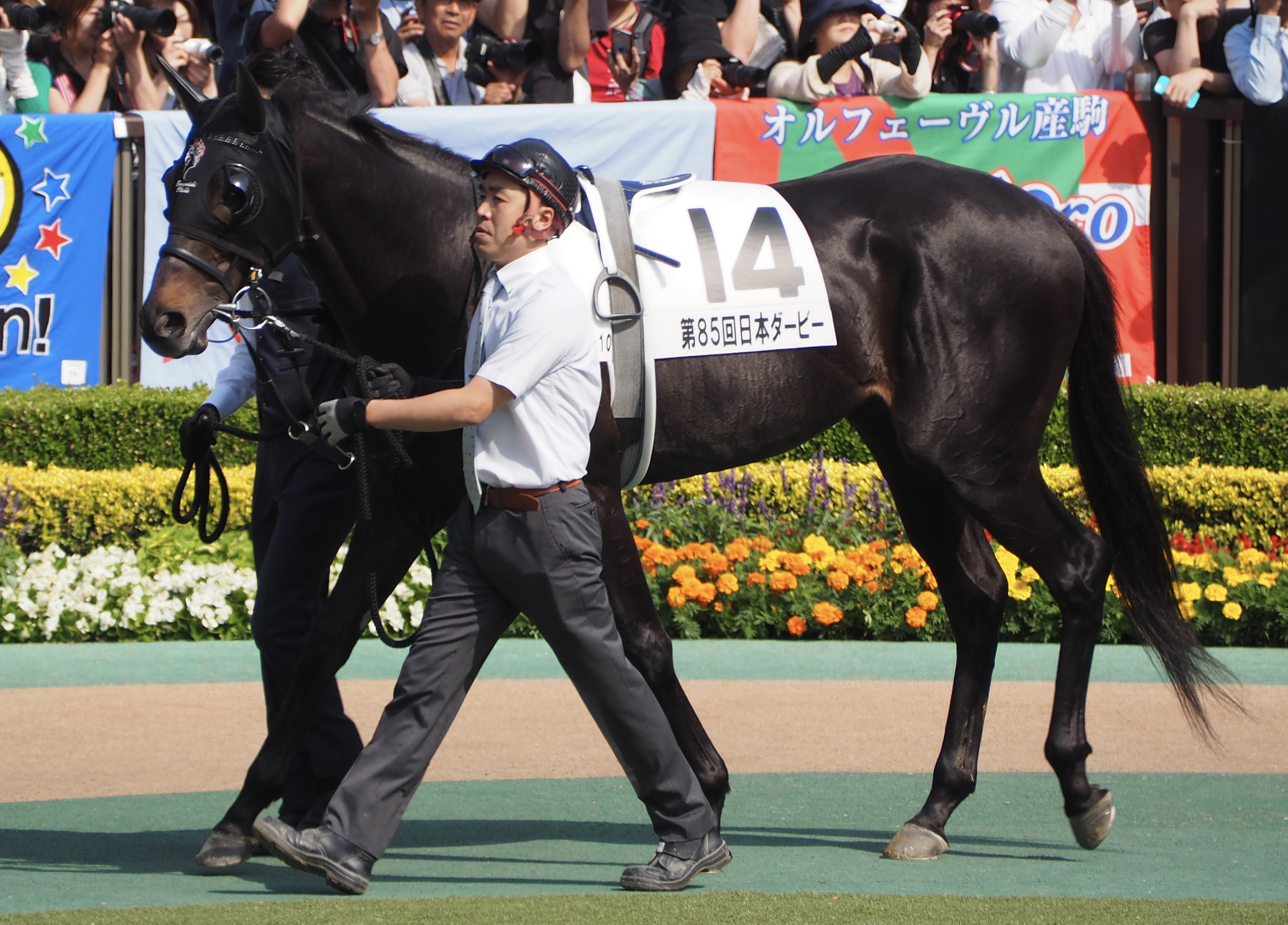
エタリオウ

#### 天候
ジャパンカップ直前1週間の降水量は火曜日に1.5ミリメートル、金曜日に5.0ミリメートルを記録。金曜日の午前中から雨が降り、土曜日の10時までに70ミリメートルの降水が記録された。

#### 馬場状態
芝コースはCコースが使用された。JRAは金曜日時点での芝の草丈を野芝が12センチメートルから14センチメートル、洋芝を16センチメートルから20センチメートルに設定し、含水率はゴール前17.1%、第4コーナー16.8%を記録したと発表した。土曜日のレースから不良馬場が続き、日曜日になっても馬場が徐々に回復、第10レースのウェルカムステークスには、馬場状態が不良から重となった。

## 出走馬と枠順
2019年11月24日 第5回東京競馬第8日目 第11競走
天気：曇、馬場状態：重、発走時刻：15時40分
| 枠番 | 馬番 | 競走馬名           | 性齢 | 騎手         | 斤量 | 調教師   | オッズ（人気） | プレレーティング | プレレーティング | プレレーティング | プレレーティング       | プレレーティング |
| 枠番 | 馬番 | 競走馬名           | 性齢 | 騎手         | 斤量 | 調教師   | オッズ（人気） | ランク           | 距離             | 対象             | 対象                   | 対象             |
| 枠番 | 馬番 | 競走馬名           | 性齢 | 騎手         | 斤量 | 調教師   | オッズ（人気） | ランク           | 距離             | 格               | 競走名                 | 着順             |
| ---- | ---- | ------------------ | ---- | ------------ | ---- | -------- | -------------- | ---------------- | ---------------- | ---------------- | ---------------------- | ---------------- |
| 1    | 1    | カレンブーケドール | 牝3  | 津村明秀     | 53   | 国枝栄   | 10.5（5人）    | 116              | L                | GI               | 優駿牝馬               | 2着              |
| 2    | 2    | ワグネリアン       | 牡4  | 川田将雅     | 57   | 友道康夫 | 4.3（2人）     | 117              | I                | GI               | 大阪杯                 | 3着              |
| 2    | 2    | ワグネリアン       | 牡4  | 川田将雅     | 57   | 友道康夫 | 4.3（2人）     | 117              | I                | GII              | 札幌記念               | 4着              |
| 2    | 2    | ワグネリアン       | 牡4  | 川田将雅     | 57   | 友道康夫 | 4.3（2人）     | 117              | I                | GI               | 天皇賞（秋）           | 5着              |
| 2    | 3    | ウインテンダネス   | 牡6  | 田辺裕信     | 57   | 杉山晴紀 | 244.4（15人）  | -                | -                | -                | -                      | -                |
| 3    | 4    | ムイトオブリガード | 牡5  | C.ルメール   | 57   | 角田晃一 | 15.4（7人）    | 110              | L                | GII              | アルゼンチン共和国杯   | 1着              |
| 3    | 5    | スワーヴリチャード | 牡5  | O.マーフィー | 57   | 庄野靖志 | 5.1（3人）     | 118              | L                | G1               | ドバイシーマクラシック | 3着              |
| 4    | 6    | ユーキャンスマイル | 牡4  | 岩田康誠     | 57   | 友道康夫 | 6.2（4人）     | 117              | I                | GI               | 天皇賞（秋）           | 4着              |
| 4    | 7    | ダイワキャグニー   | 牡5  | 石橋脩       | 57   | 菊沢隆徳 | 120.9（14人）  | 108              | M                | OP               | メイS                  | 1着              |
| 5    | 8    | レイデオロ         | 牡5  | W.ビュイック | 57   | 藤沢和雄 | 4.2（1人）     | 115              | L                | GII              | オールカマー           | 4着              |
| 5    | 9    | ルックトゥワイス   | 牡6  | L.デットーリ | 57   | 藤原英昭 | 15.4（6人）    | 109              | L                | GII              | 日経新春杯             | 2着              |
| 5    | 9    | ルックトゥワイス   | 牡6  | L.デットーリ | 57   | 藤原英昭 | 15.4（6人）    | 109              | L                | GII              | 目黒記念               | 1着              |
| 5    | 9    | ルックトゥワイス   | 牡6  | L.デットーリ | 57   | 藤原英昭 | 15.4（6人）    | 109              | L                | GII              | アルゼンチン共和国杯   | 4着              |
| 6    | 10   | ダンビュライト     | 牡5  | 松若風馬     | 57   | 音無秀孝 | 30.7（10人）   | 114              | L                | GII              | 京都大賞典             | 2着              |
| 6    | 11   | シュヴァルグラン   | 牡7  | C.スミヨン   | 57   | 友道康夫 | 20.0（8人）    | 119              | L                | G1               | ドバイシーマクラシック | 2着              |
| 7    | 12   | タイセイトレイル   | 牡4  | M.デムーロ   | 57   | 矢作芳人 | 58.0（13人）   | 106              | L                | GII              | アルゼンチン共和国杯   | 2着              |
| 7    | 13   | エタリオウ         | 牡4  | 横山典弘     | 57   | 友道康夫 | 23.8（9人）    | 113              | L                | GII              | 日経賞                 | 2着              |
| 8    | 14   | マカヒキ           | 牡6  | 武豊         | 57   | 友道康夫 | 50.4（12人）   | 116              | I                | GI               | 大阪杯                 | 4着              |
| 8    | 15   | ジナンボー         | 牡4  | R.ムーア     | 57   | 堀宣行   | 34.3（11人）   | 105              | I                | GIII             | 新潟記念               | 2着              |

## レース結果

### レース展開
スタート

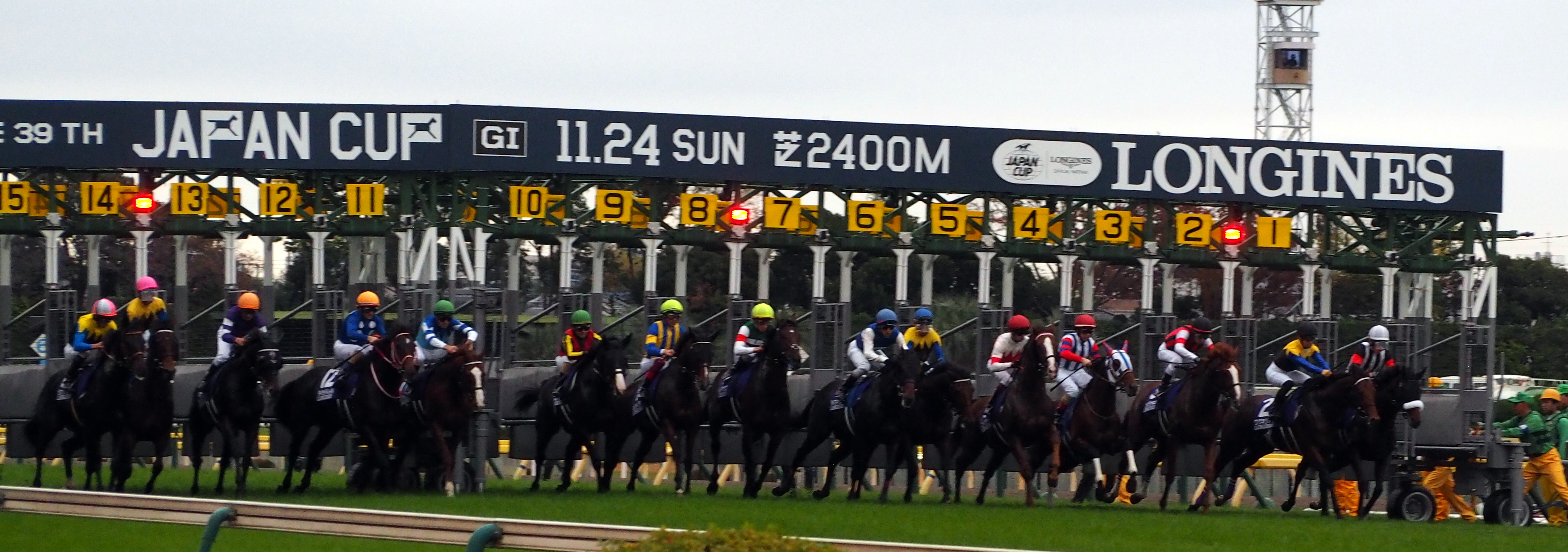
スタート直後の15頭

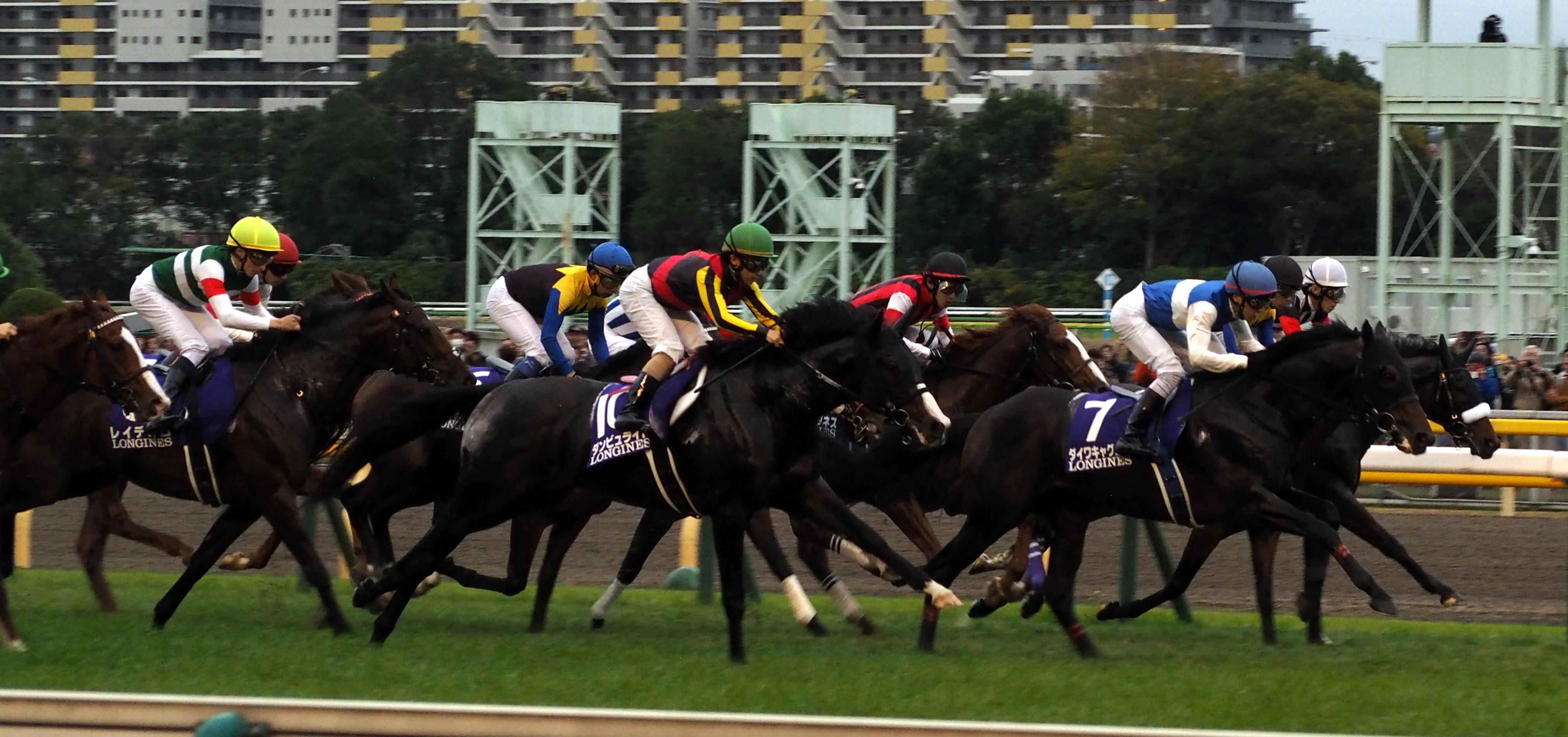
先行を争うダイワキャグニー、ワグネリアン、カレンブーケドール

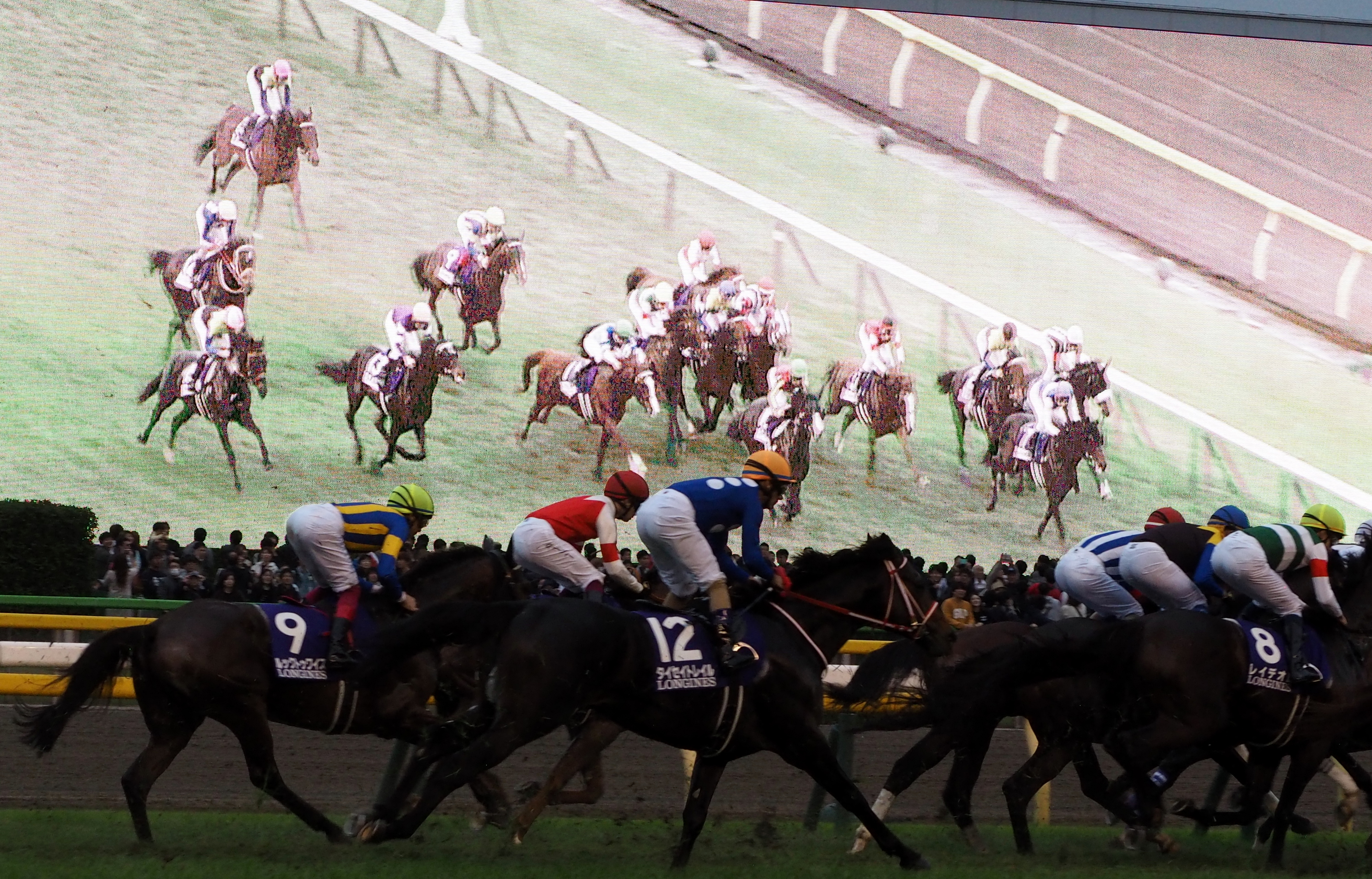
ターフビジョンに映る先行争いの全景

マカヒキが遅れて最後方に、その他14頭は正常なスタートを切った。押して前に出てハナを奪ったのはダイワキャグニー、それにつれてダンビュライトが2番手となった。第1コーナーを入る頃には、逃げたダイワキャグニーが1馬身離して逃げた。その後ろの2番手集団には内側からカレンブーケドール、ウインテンダネス、ルックトゥワイスが待機した。中団には馬群が凝縮し、その馬群の後方には、ジナンボー、ルックトゥワイス、3馬身ほど離されてタイセイトレイル、その2馬身後ろに最後方のマカヒキが位置した。
向こう正面
依然として逃げるダイワキャグニーをめぐって、2番手のダンビュライトから11番手のレイデオロまで密着して追走、先頭のダイワキャグニーは1000メートルを60秒3で通過した。その先行している馬群の最後方レイデオロから4馬身ほど離した位置にユーキャンスマイルとルックトゥワイスが、そのさらに後方6馬身離れてタイセイトレイル、その2馬身後ろの最後方にマカヒキが待機した。
最後の直線
先行集団の馬群の形態は変わらず、後方が進出を開始して第4コーナーを通過した。
残り500メートルでは、ダイワキャグニーが後続に3馬身離して逃げ、2番手集団に内側からスワーヴリチャード、カレンブーケドール、エタリオウの3頭が並んだ。後方集団は馬場の一番外側からユーキャンスマイルやマカヒキが追い込んだ。
残り300メートル、2番手集団の中からエタリオウが後退、一番内側のスワーヴリチャードが逃げるダイワキャグニーの最も内側に進路を変えて捉えにかかり、カレンブーケドールはダイワキャグニーを外側から捉えにかかった。
残り200メートル時点でダイワキャグニーが後退し、その内外から進出したスワーヴリチャードとカレンブーケドールが完全にダイワキャグニーを抜き去り、後続と差を広げた。2頭が抜け出したが、内側のスワーヴリチャードがカレンブーケドールを制し先頭に立ち、1馬身にリードを広げた。

残り100メートルでは、上位2頭の位置関係は変化せず。後続では先行集団の中団に位置し、進出していたワグネリアンが逃げていたダイワキャグニーを捉えて3番手に進出した。そのさらに2馬身離れた馬場の外側に追い込んできたユーキャンスマイルやマカヒキが決勝戦の手前でダイワキャグニーを捉えた。

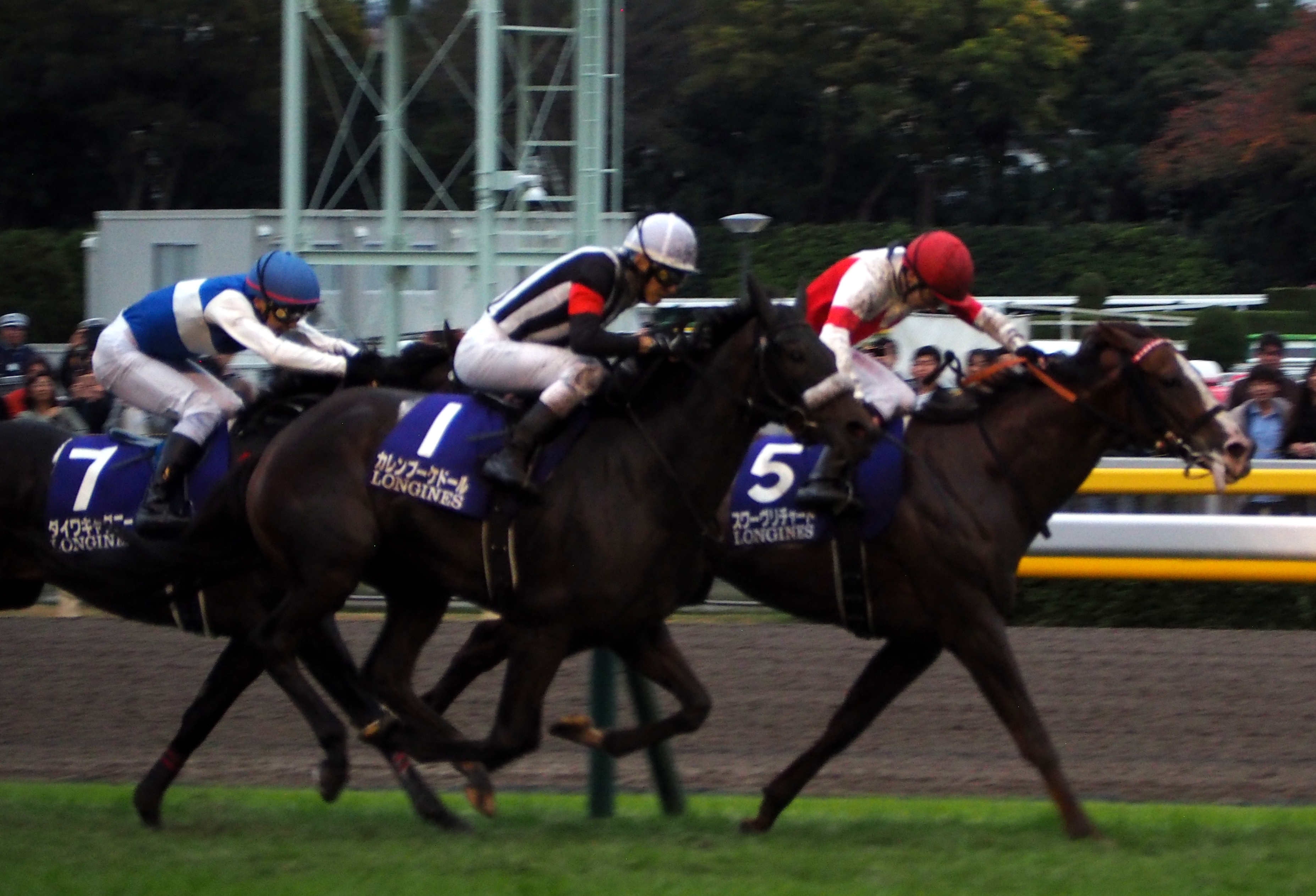
最後の直線、スワーヴリチャードとカレンブーケドールが逃げていたダイワキャグニーを捉え抜きさる。

### レース着順
以下の情報は、netkeiba.comに基づく。
| 着順 | 枠番 | 馬番 | 競走馬名           | タイム | 着差  | 上がり3ハロン | 騎手         | 斤量 | 人気 |
| ---- | ---- | ---- | ------------------ | ------ | ----- | ------------- | ------------ | ---- | ---- |
| 1着  | 3    | 5    | スワーヴリチャード | 2:25.9 |       | 36.5          | O.マーフィー | 57   | 3    |
| 2着  | 1    | 1    | カレンブーケドール | 2:26.0 | 3/4   | 36.9          | 津村明秀     | 53   | 5    |
| 3着  | 2    | 2    | ワグネリアン       | 2:26.2 | 1.1/2 | 36.6          | 川田将雅     | 57   | 2    |
| 4着  | 8    | 14   | マカヒキ           | 2:26.5 | 1.3/4 | 36.3          | 武豊         | 57   | 12   |
| 5着  | 4    | 6    | ユーキャンスマイル | 2:26.6 | クビ  | 36.7          | 岩田康誠     | 57   | 4    |
| 6着  | 4    | 7    | ダイワキャグニー   | 2:26.6 | クビ  | 37.9          | 石橋脩       | 57   | 14   |
| 7着  | 7    | 13   | エタリオウ         | 2:26.9 | 1.1/2 | 37.7          | 横山典弘     | 57   | 9    |
| 8着  | 3    | 4    | ムイトオブリガード | 2:27.1 | 1.1/4 | 37.4          | C.ルメール   | 57   | 7    |
| 9着  | 6    | 11   | シュヴァルグラン   | 2:27.1 | クビ  | 37.6          | C.スミヨン   | 57   | 8    |
| 10着 | 5    | 9    | ルックトゥワイス   | 2:27.3 | 1.1/2 | 36.9          | L.デットーリ | 57   | 6    |
| 11着 | 5    | 8    | レイデオロ         | 2:28.1 | 5     | 38.4          | W.ビュイック | 57   | 1    |
| 12着 | 2    | 3    | ウインテンダネス   | 2:28.9 | 5     | 39.5          | 田辺裕信     | 57   | 15   |
| 13着 | 8    | 15   | ジナンボー         | 2:29.1 | 1.1/2 | 39.4          | R.ムーア     | 57   | 11   |
| 14着 | 6    | 10   | ダンビュライト     | 2:29.2 | クビ  | 40.1          | 松若風馬     | 57   | 10   |
| 15着 | 7    | 12   | タイセイトレイル   | 2:29.8 | 3.1/2 | 39.5          | Ｍ.デムーロ  | 57   | 13   |

#### データ

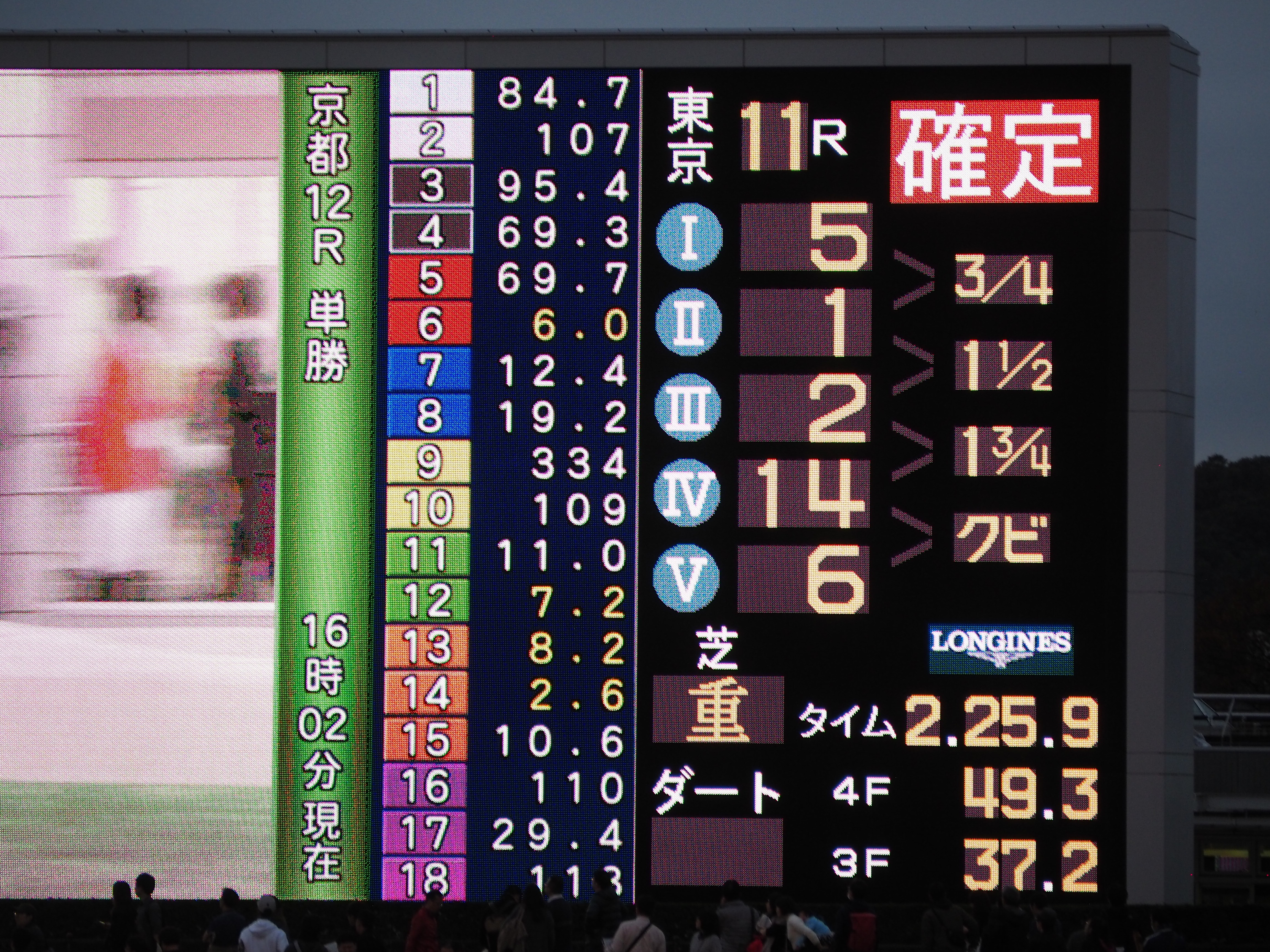
確定する着順掲示板^{.}

| ハロンタイム        | 12.8 - 11.3 - 12.3 - 12.2 - 11.7 - 12.2 - 12.1 - 12.0 - 12.1 - 12.4 - 12.2 - 12.6 |
| 1000m通過タイム     | 60.3秒                                                                            |
| 優勝馬上がり3ハロン | 36.5秒                                                                            |
| 上がり最速          | 36.3秒（マカヒキ）                                                                |

#### 払戻

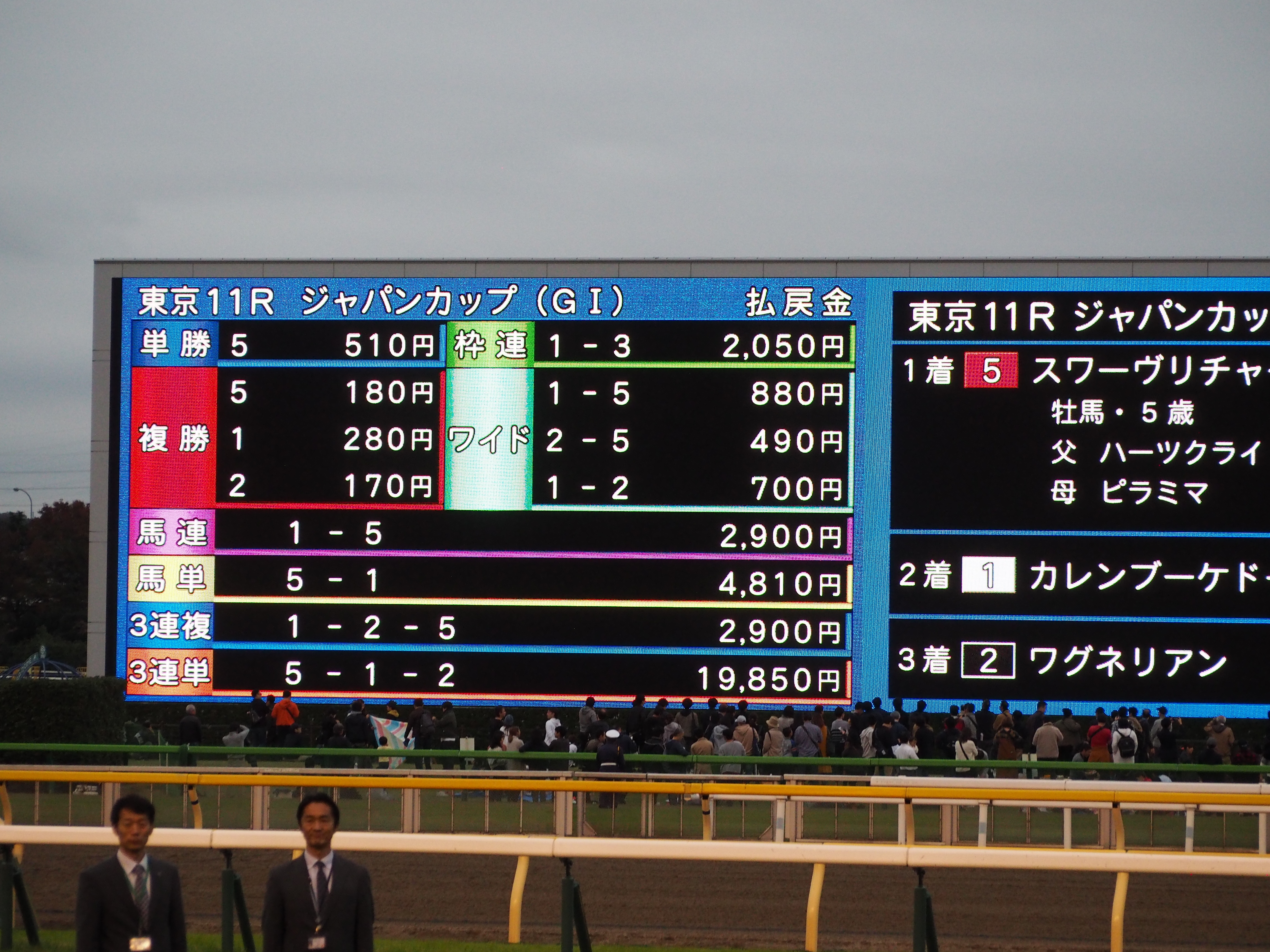
配当を表示する東京競馬場のターフビジョン

| 単勝   | 5         | 510円    |
| 複勝   | 5         | 180円    |
| 複勝   | 1         | 280円    |
| 複勝   | 2         | 170円    |
| 枠連   | 1-3       | 2,050円  |
| 馬連   | 1-5       | 2,900円  |
| ワイド | 1-5       | 880円    |
| ワイド | 2-5       | 490円    |
| ワイド | 1-2       | 700円    |
| 馬単   | 1-5       | 4,810円  |
| 3連複  | 1 - 2 - 5 | 2,900円  |
| 3連単  | 1 - 2 - 5 | 19,850円 |

## 記録

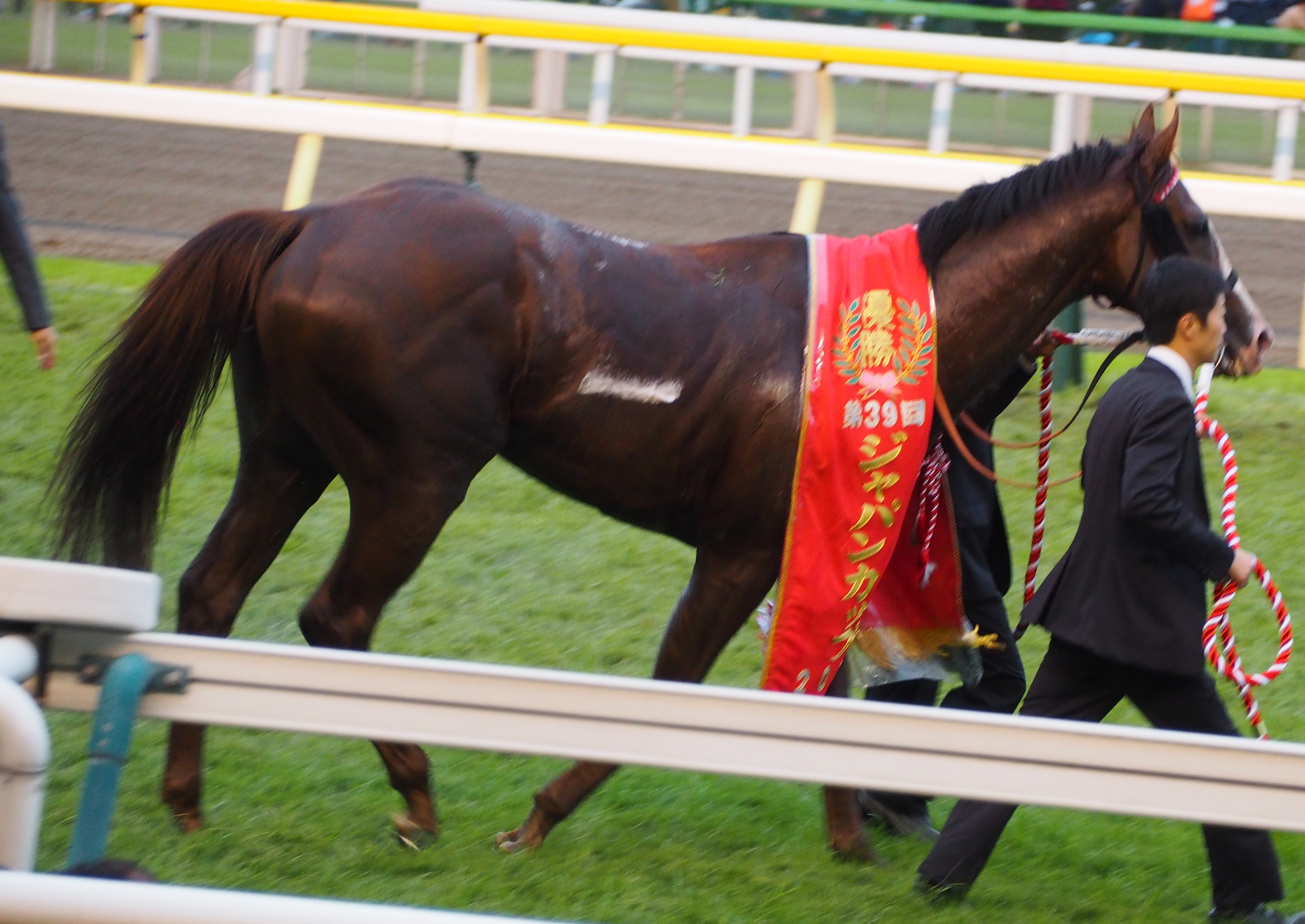
優勝レイをかけられたスワーヴリチャード。

### スワーヴリチャード
- スワーヴリチャードは2018年の大阪杯に続いてGI2勝目[93]。
- 鞍上のオイシン・マーフィーはJRAのGI初勝利[93]。
- 管理調教師の庄野靖志は、スワーヴリチャードで制した2018年大阪杯制覇以来のGI通算2勝目[93]。
- 所有するNICSはジャパンカップ初制覇。
- スワーヴリチャードの父・ハーツクライは、2017年のシュヴァルグラン以来2頭目のジャパンカップ制覇を果たした。
- ノーザンファームは、ジャングルポケット、ディープインパクト、アドマイヤムーン、ローズキングダム、ブエナビスタ、ジェンティルドンナ（2連覇）、エピファネイア、シュヴァルグラン、アーモンドアイに次ぐジャパンカップ11勝目を挙げた。同生産馬は、2019年のGI・15勝目[94]。

### その他
- 友道康夫調教師は自身の管理馬であるエタリオウ、シュヴァルグラン、マカヒキ、ユーキャンスマイル、ワグネリアンの5頭を出走させ、いわゆる「5頭出し」を達成した[95]。1991年に最大出走可能頭数が18頭になって以来GIに自身の管理馬を5頭出走させるのは、池江泰寿調教師が2011年の宝塚記念[96][注 23]、2013年の有馬記念[97][注 24]で出走させて以来となり、2人目の記録となった[98]。過去のジャパンカップでの最多は2004年の藤沢和雄[99][注 25]、2007年の角居勝彦[100][注 26]、2011年の池江泰寿[101][注 27]が出走させた3頭であった[98]。
- ジャパンカップの売り上げは、184億8670万7600円。アーモンドアイが優勝した2018年の売り上げである204億7549万1300円から減少となり[102]、また2018年と比べて90.3%となった[103]。
- ジャパンカップ当日の東京競馬場の入場者数は、8万826人で2018年と比べて81.7%となった[103]。
- 東京競馬場に徹夜で入場待ちをする人は、2018年は2450人だったが、2019年は1110人に減少[103]。午前8時に開門した時点では2018年は6464人だったが、2019年は4998人と減少した[103]。

## エピソード
スワーヴリチャード

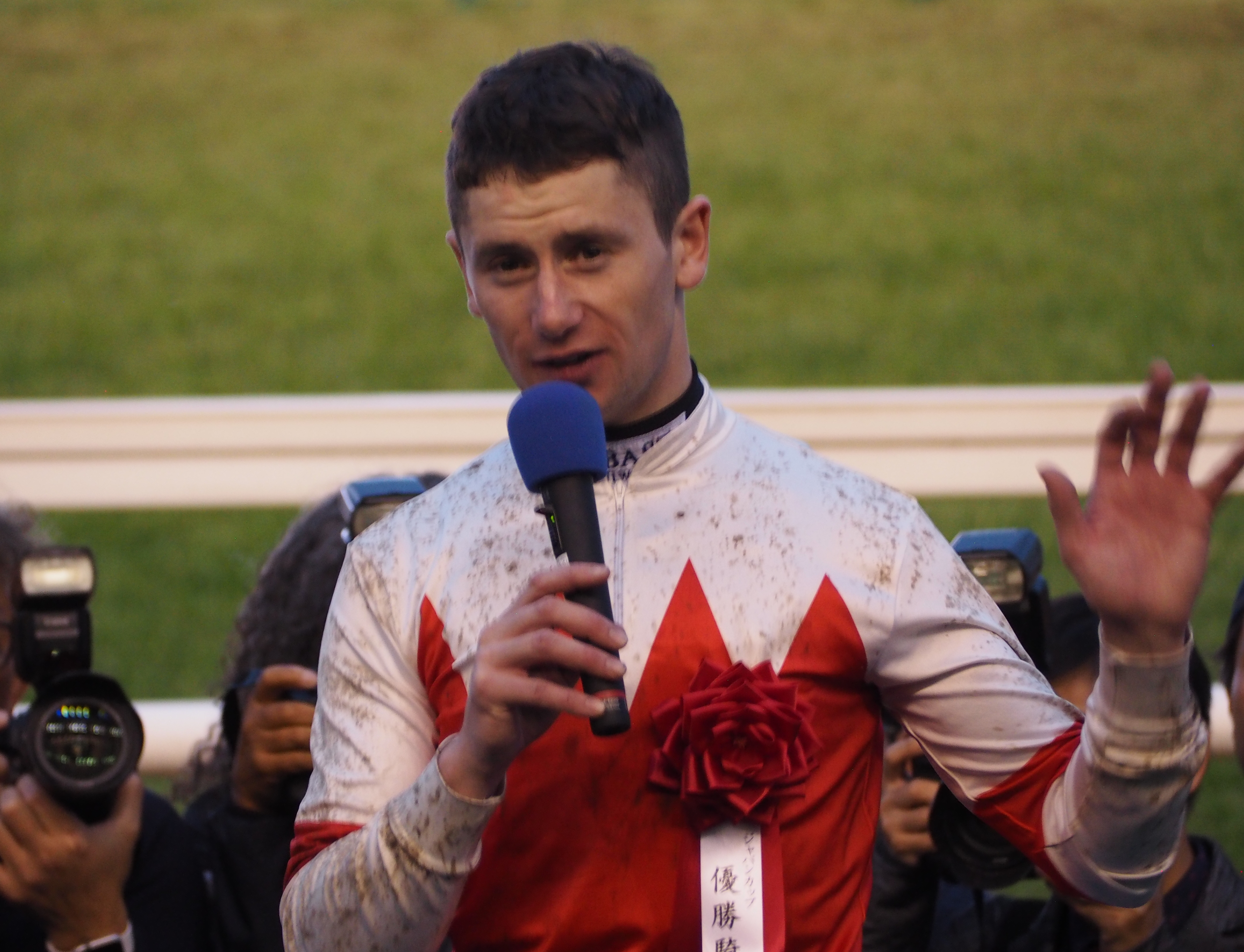
勝利騎手オイシン・マーフィー

- 騎乗したオイシン・マーフィーは、「世界的に権威のあるレースを勝てて、1つの夢が叶いました。とても感謝しています。逃げ馬が疲れているのが分かっていたので、カレンブーケドールの内へ進路を取りました。ジャパンカップの雰囲気は最高で、また熱い声援を受けたいです」とコメントした[104]。
- 管理する庄野靖志は、「大阪杯以来のGI勝利、本当に大きな勝利だと思います。天皇賞・秋からの臨戦は昨年と同じですが、去年より今年の方が戦前の自信はありました。1コーナーに入るところで外から厳しいプレッシャーを掛けられていましたが、そこで引くことなくインコースのあの位置を取り、この馬のリズムを大事にジョッキーがうまく乗ってくれました。直線、最内から抜け出して来たところから、この馬の名前を叫んでいました。ここまで海外にも行かせていただいたり、色々な挑戦をさせてもらいましたが、大阪杯から1年半以上、本当に嬉しい勝利だと思います。この後のことはオーナーと相談してになりますが、まずは無事に栗東へ帰したいと思います」とコメントした[104]。
- 生産したノーザンファームの吉田勝己代表は、「強かったね。内を選択したジョッキーの判断もよかった。種牡馬としての価値も上がった」とコメントした[94]。
- 所有するNICKSの諏訪守代表は、「競馬は運がなければ勝てないが、それでも一番強いと思っていたので、この勝利は格別。勝てて本当に良かった。牧場はじめ、関係スタッフが立て直してくれたことに感謝しかない」とコメントした[105]。

カレンブーケドール
- 騎乗した津村明秀は、「本当に悔しいのひと言。レース前はテンションが高かったが、競馬では落ち着いていた。一番いいポジションが取れ、決して合う馬場ではなかったが、気力で走ってくれた。最後の直線に向いて、いけると思ったが、最内に入ってきた相手が強かった」とした[106]。
- 管理する国枝栄は、「文句なしの競馬でした。また来年です」とコメントした[104]。

ワグネリアン
- 騎乗した川田将雅は、「ゲートを上手に出たし、折り合いもついて、いいリズムで走っていました。直線でもしっかり脚を伸ばしていたし、いい内容でした」と回顧した[107]。

マカヒキ
- 騎乗した武豊は、「狙い通り（しまい一気）の競馬はできた。最後はよく伸びていたし、復活の兆しが見えてきたね」とした[108]。

ユーキャンスマイル
- 騎乗した岩田康誠は、「流れに乗ろうとしたが後方の位置取りになった。馬場の影響もあったかもしれない」と振り返った[109]。

ダイワキャグニー
- 石橋脩は「やることはやった。天候が味方したのもあるが、4角で後ろを離す競馬ができた」とした。

エタリオウ
- 管理する友道康夫は、「ジョッキー（横山典弘）は、ようやくこの馬らしい走りをしてくれたと言ってくれた」と振り返った[109]。

ムイトオブリガード
- 騎乗したクリストフ・ルメールは、「いい感じで3着はあるかと思ったが・・・馬場が悪く、残り250メートルで疲れてしまった」と振り返った[109]。

シュヴァルグラン
- 騎乗したクリストフ・スミヨンは、「コメントが難しいです。長くいい脚を使うのが本来のこの馬ですが、陣営からは"内めの5〜6番手で"というオーダーもあり、前めにつけて行きました。いつもの脚がなかったのは、脚がたまらなかったのか、馬場なのか、帰国初戦だからなのか、難しいですね」と振り返った[104]。

ルックトゥワイス
- 騎乗したランフランコ・デットーリは、「重い馬場が合わなかった。残り1000メートルを切ったぐらいで手応えが悪くなった」と回顧した[109]。

レイデオロ
- 騎乗したウィリアム・ビュイックは、「調教から状態が良く、陣営から"デビュー以来、最高のデキ"と聞いていました。軟らかい馬場で進んで行かない感じで、途中からステッキを入れないといけないくらいでした。良馬場で改めて期待したいです」とした[104]。

ウインテンダネス
- 騎乗した田辺裕信は、「他の馬の出方を見ながらレースしようと考えていた。思っていた通りの形にはなったが・・・」とした[109]。

ジナンボー
- 騎乗したライアン・ムーアは、「4角まではいい手応えだった」と前置きした上で、最後は距離がもたなかったことを敗因に挙げた[109]。

ダンビュライト
- 騎乗した松若風馬は、「返し馬からテンションが高かった。好位で進められたが粘れなかった」とした[109]。

タイセイトレイル
- 騎乗したミルコ・デムーロは、「ずっと馬が進んでいかなかった。馬場が合わなかった」と回顧した[109]。

## ディープインパクトメモリアル

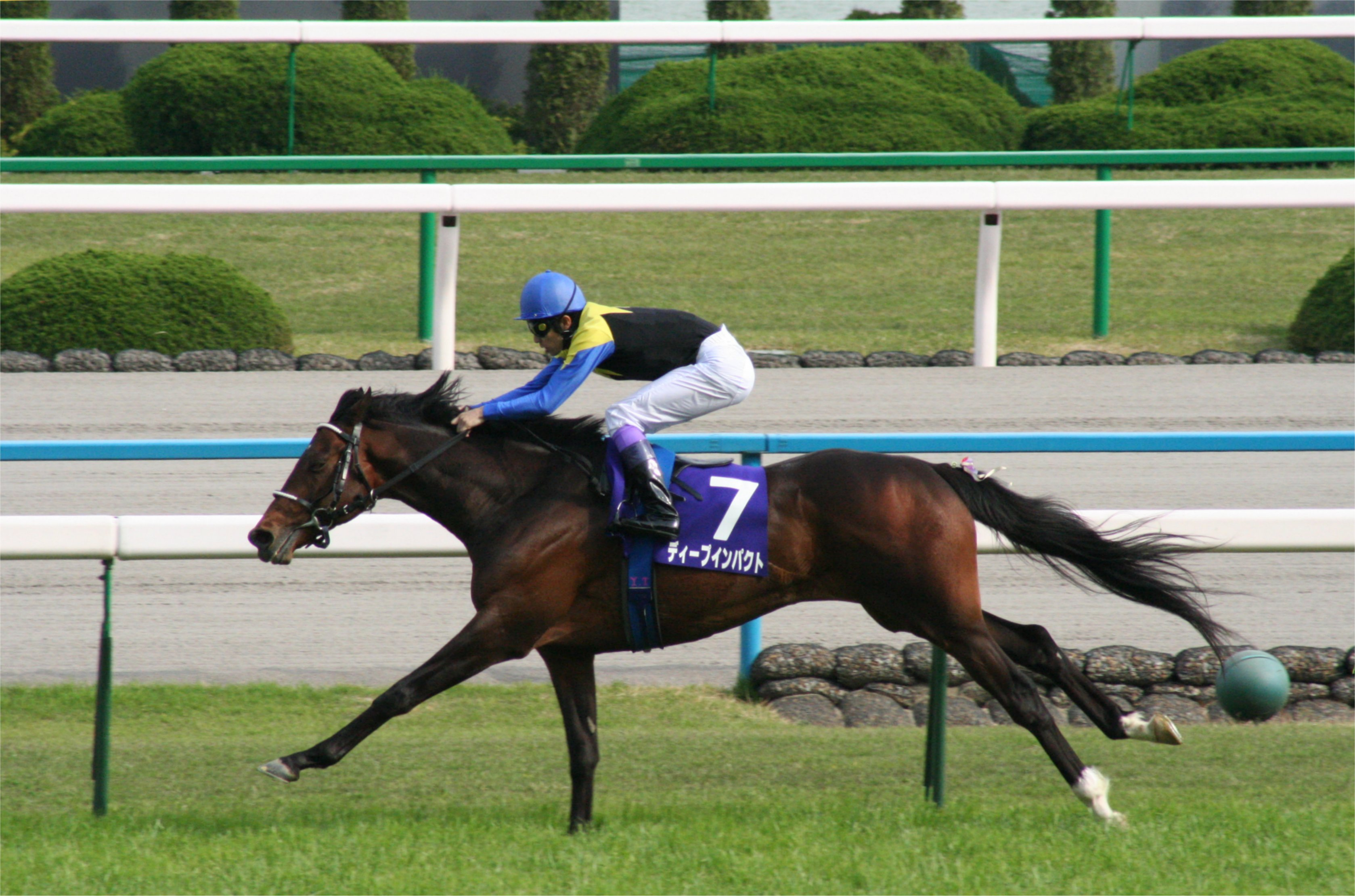
ディープインパクト（騎手:武豊）

JRAは、レース当日を「ディープインパクトメモリアルデー」としディープインパクトに関連する企画を実施した。
副題の設定
ジャパンカップを、『ジャパン・オータムインターナショナル ロンジン賞 ディープインパクトメモリアル 第39回ジャパンカップ』と副題を付して開催。
JRAのGIの競走名の副題にサラブレッドの名を冠した追悼競走を施行することは初めてのこと。
トークショー
東京競馬場にて、現役時代ディープインパクトを管理した池江泰郎元調教師によるトークショー。
メモリアル勝馬投票券
東京競馬場と京都競馬場にて、表面にディープインパクトの肖像、裏面に同馬が優勝した12の競走の写真がレイアウトされたメモリアル勝馬投票券の発売。
メモリアル展示
東京競馬場と京都競馬場、およびJRA競馬博物館にて、ディープインパクトの当時の映像や写真、関係者へのインタビューなどで振り返る展示の実施。
レーシングプログラム
当日のレーシングプログラムやジャパンカップ公式サイトにて、ディープインパクトの全てのレースに騎乗した武豊とディープインパクトに関する特集記事の掲載。
特集映像
全国の競馬場およびウインズ (WINS)のターフビジョンと館内モニターでディープインパクト特集映像の放映。